# Parc national Lanín
Le parc national Lanín est un parc national situé dans la province de Neuquén en Argentine. Il est très intéressant parce qu'il possède quantité de bois ou forêts froides du type dit « forêt valdivienne ». Celles-ci contiennent essentiellement des arbres de grande taille des groupes des conifères et des fagacées. Beaucoup de ces arbres sont présents uniquement dans la région et nulle part ailleurs en Argentine et sont âgés de plusieurs centaines d'années.
Le parc fait partie avec les parcs nationaux Nahuel Huapi, Los Arrayanes, Lago Puelo et Los Alerces de la réserve de biosphère Andino Norpatagonica reconnue par l'Unesco en 2007.
Le parc est également célèbre pour la belle silhouette conique et enneigée du volcan Lanín et pour les options de tourisme d'aventure qu'il propose à ses visiteurs.

## Patrimoine mondial
Le parc national Lanín, ainsi que les parcs nationaux Nahuel Huapi et Los Glaciares, ont été déclarés patrimoine mondial naturel par l'UNESCO en 1981.

## Réserve de biosphère Andino Norpatagonique
Le parc national Lanín fait partie, avec les parcs nationaux Nahuel Huapi, Los Arrayanes, Lago Puelo et Los Alerces, de la réserve de biosphère Andino Norpatagonica reconnue par l'Unesco en 2007.
Au total cette vaste réserve a une superficie de 2 266 942 hectares, soit 22.669 km2. Elle comprend les aires de cinq parcs nationaux, de dix réserves, parcs ou aires protégées de juridiction provinciale, et des terrains municipaux des localités d'Esquel, Trevelin, Cholila, Lago Puelo, El Hoyo, Epuyén, El Maitén et Leleque de la province de Chubut ; de Villa Mascardi, El Bolsón et Bariloche, El Manso, Mallín Ahogado et El Foyel de la province de Río Negro ; et d'Aluminé, Junín de los Andes, San Martín de los Andes, Villa Traful et Villa La Angostura de la province de Neuquén.
Superficies approximatives de chacune de ces aires : 
- Parc national Nahuel Huapi (Neuquén et Río Negro) 750 000 ha
- Parc national Lanín (Neuquén) 412 000 ha
- Parc national Los Arrayanes (Neuquén) 1753 ha
- Parc national Lago Puelo (Chubut) 27 674 ha
- Parc national Los Alerces (Chubut) 263 000 ha
- Paysage protégé Río Limay (Río Negro) 17 690 ha
- Área natural protegida Cipresal de las Guaitecas (Río Negro) 150 ha
- Área natural protegida Río Azul - Lago Escondido (Río Negro) 80 000 ha
- Reserva provincial Arroyo Motoco (Chubut) 7040 ha
- Parque provincial Cerro Pirque (Chubut) 770 ha
- Parque y reserva provincial Río Turbio (Chubut) 82 134 ha
- Réserve forestière Cerro Currumahuida (Chubut) 3250 ha
- Réserve forestière Lago Epuyén (Chubut) 20 000 ha
- Área natural protegida Lago Baguilt (Chubut) 1500 ha
- Reserva Baguilt, Río Hielo y Lago Huemul (Chubut) 32 400 ha

## Flore
La plus grande partie du parc est tapissée de forêts souvent majestueuses, la forêt tempérée valdivienne, composée principalement de grands conifères et de Nothofagaceae. On rencontre le coihué (Nothofagus dombeyi), le lenga (Nothofagus pumilio) et le pehuén (Araucaria araucana), le raulí (Nothofagus alpina), Le ñire (Nothofagus antarctica), le maniú macho (Podocarpus nubigenus), le maniú hembra (Saxegothaea conspicua) - uniquement dans la zone du lac Lácar - le roble pellín (Nothofagus obliqua), l'arrayán (Luma apiculata), et le lipain ou cyprès de la cordillère (Austrocedrus chilensis), le cyprès de las Guaitecas (Pilgerodendron uviferum), entre autres.
On y trouve aussi des arbustes comme la nalca (Gunnera tinctoria), le notro (Embothrium coccineum)  le radal ou noyer sylvestre (Lomatia hirsuta), et des plantes florales comme l'amancay ou lys des Incas (Alstroemeria auriantaca) et également l'oxalis du Chili (Oxalis adenophylla) ou le neneo (Mulinum spinosum). Parmi les autres végétaux autochtones observables dans la forêt valdivienne, on remarquera l'arrayán del Sur (Luma apiculata), la canne colihue (Chusquea culeou), la digitale (Digitalis purpurea).

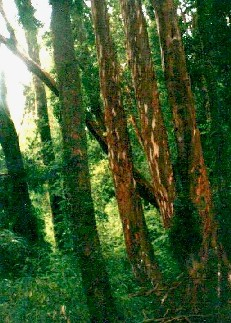
Forêt d'arrayans (Luma apiculata)
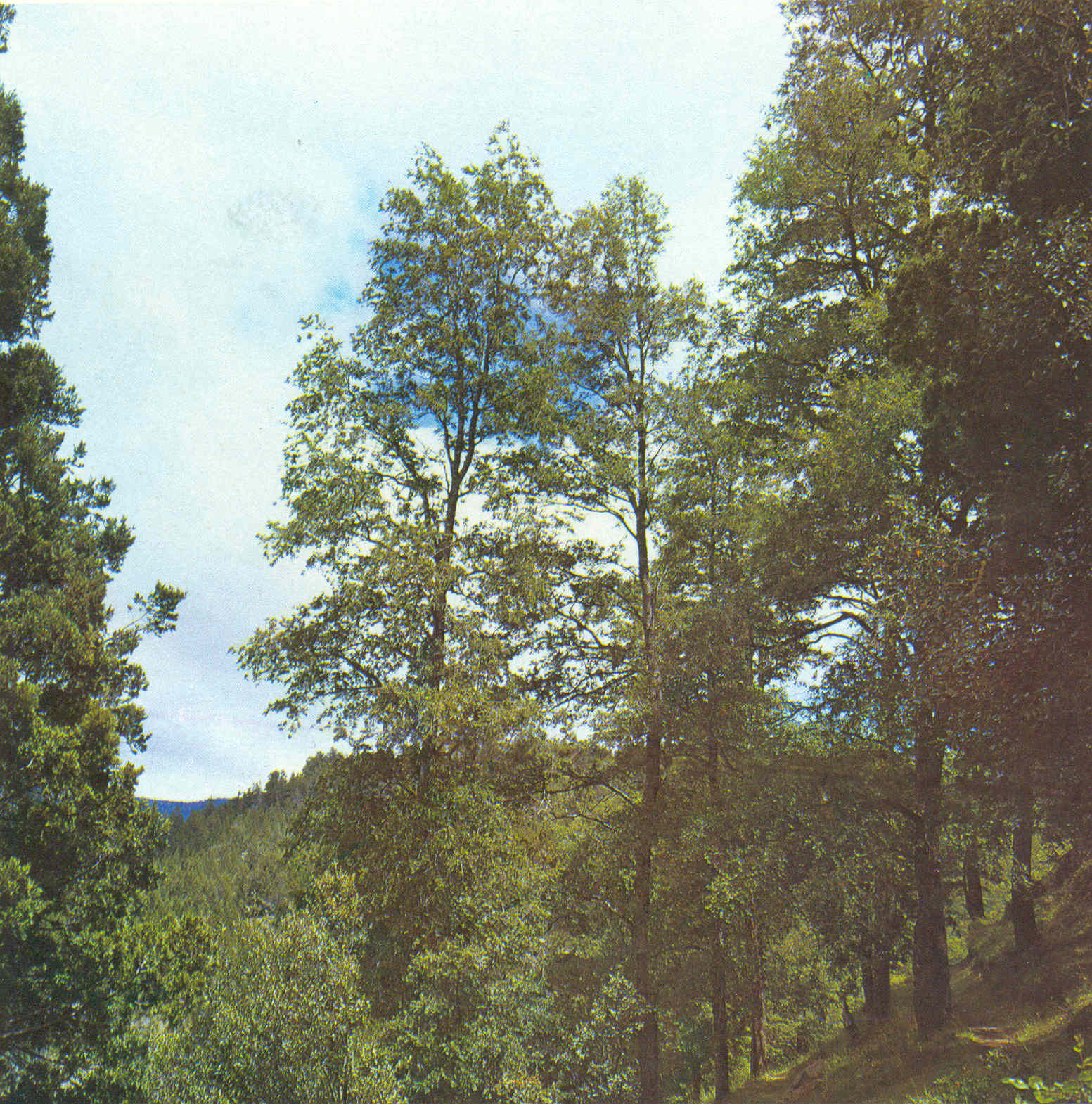
Raulí (Nothofagus alpina)
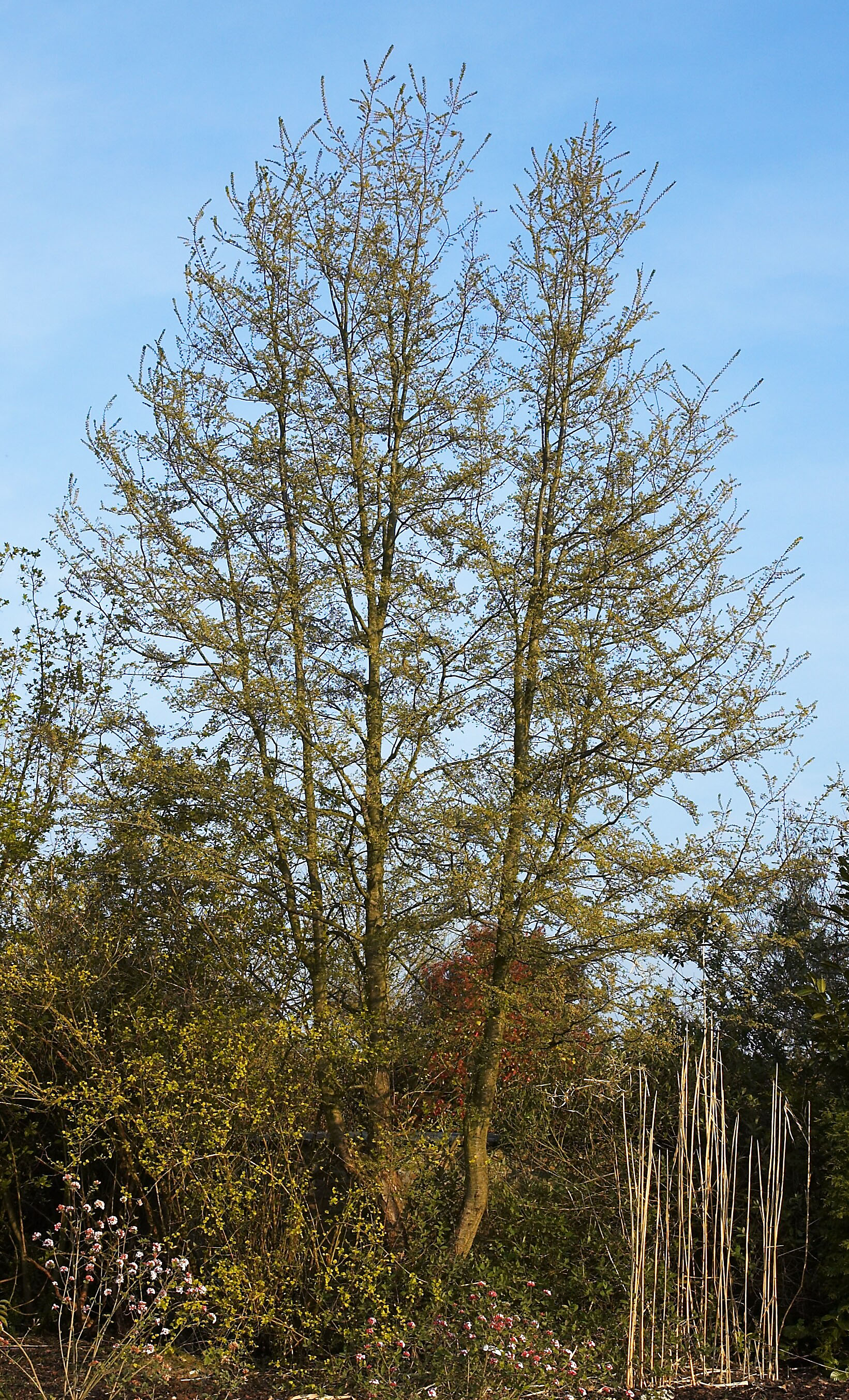
Le ñire (Nothofagus antarctica)

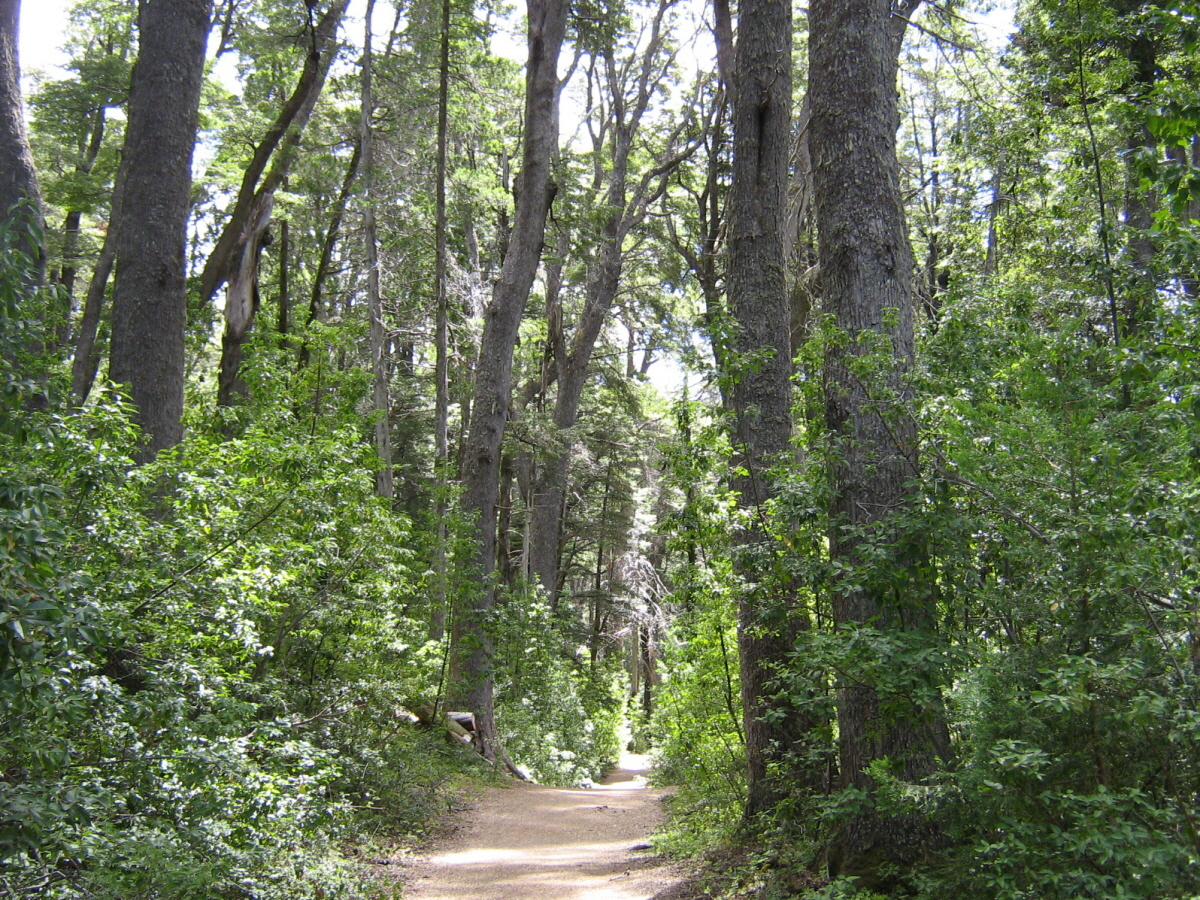
Forêt de coihués (Nothofagus dombeyi)
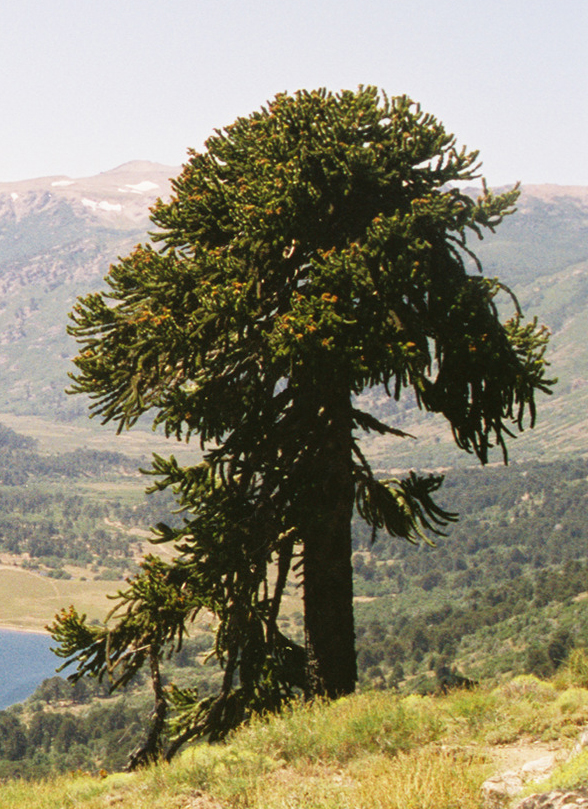
Photo d'un araucaria ou pehuén (Araucaria araucana), prise dans le parc national Lanín.
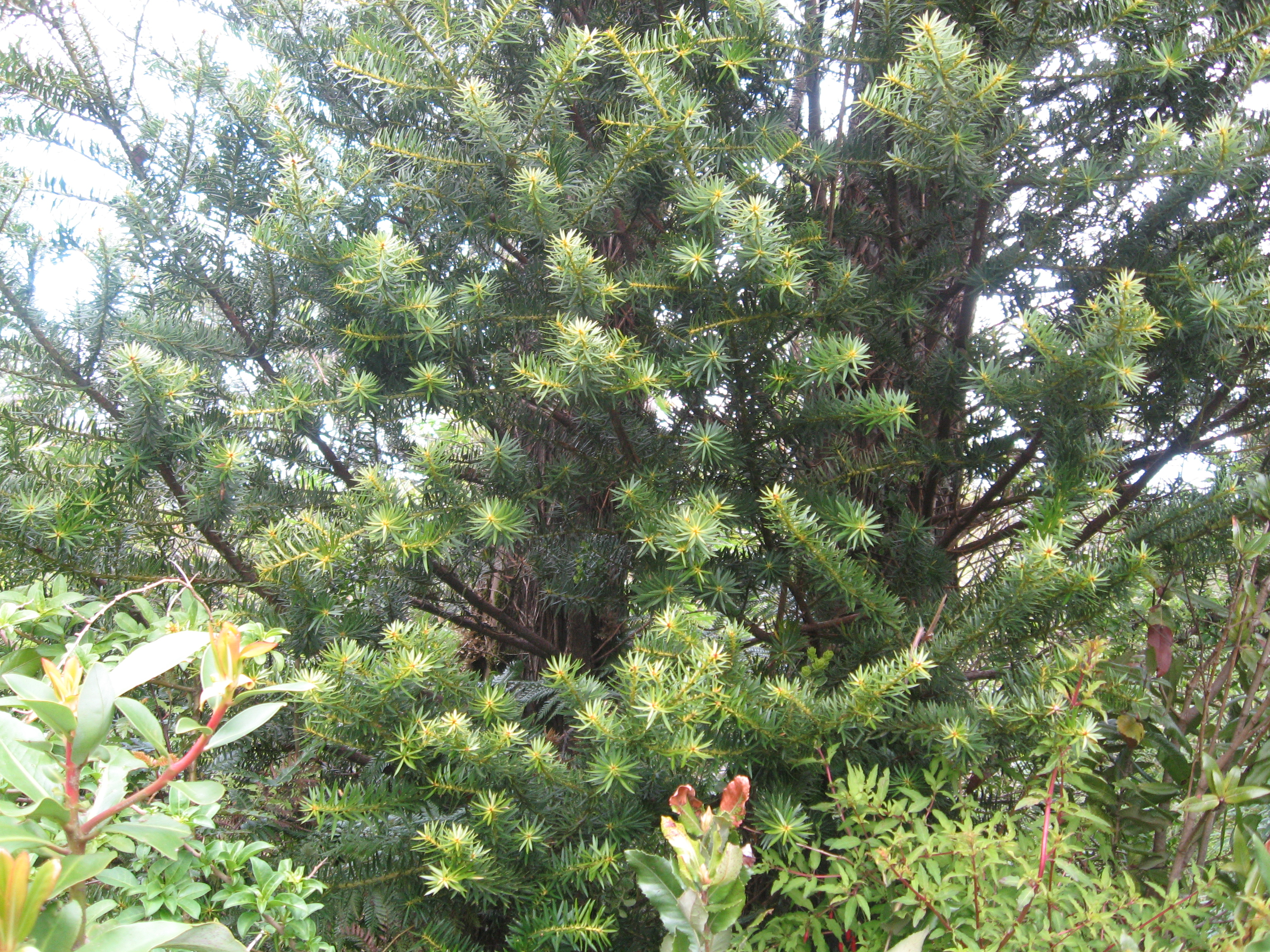
Branches de maniú macho (Podocarpus nubigenus), un conifère des forêts valdiviennes.

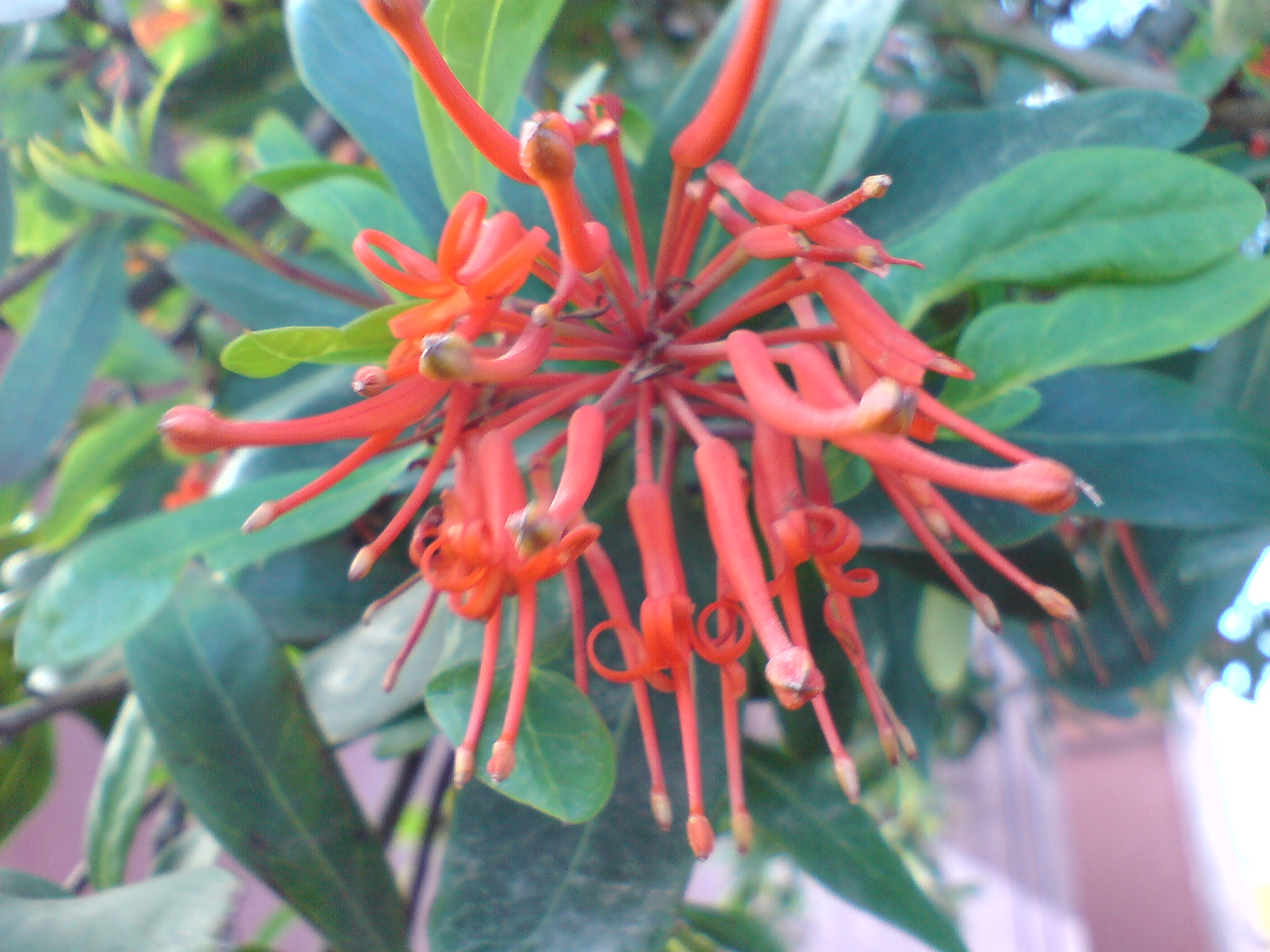
Feur et feuilles de notro (Embothrium coccineum)
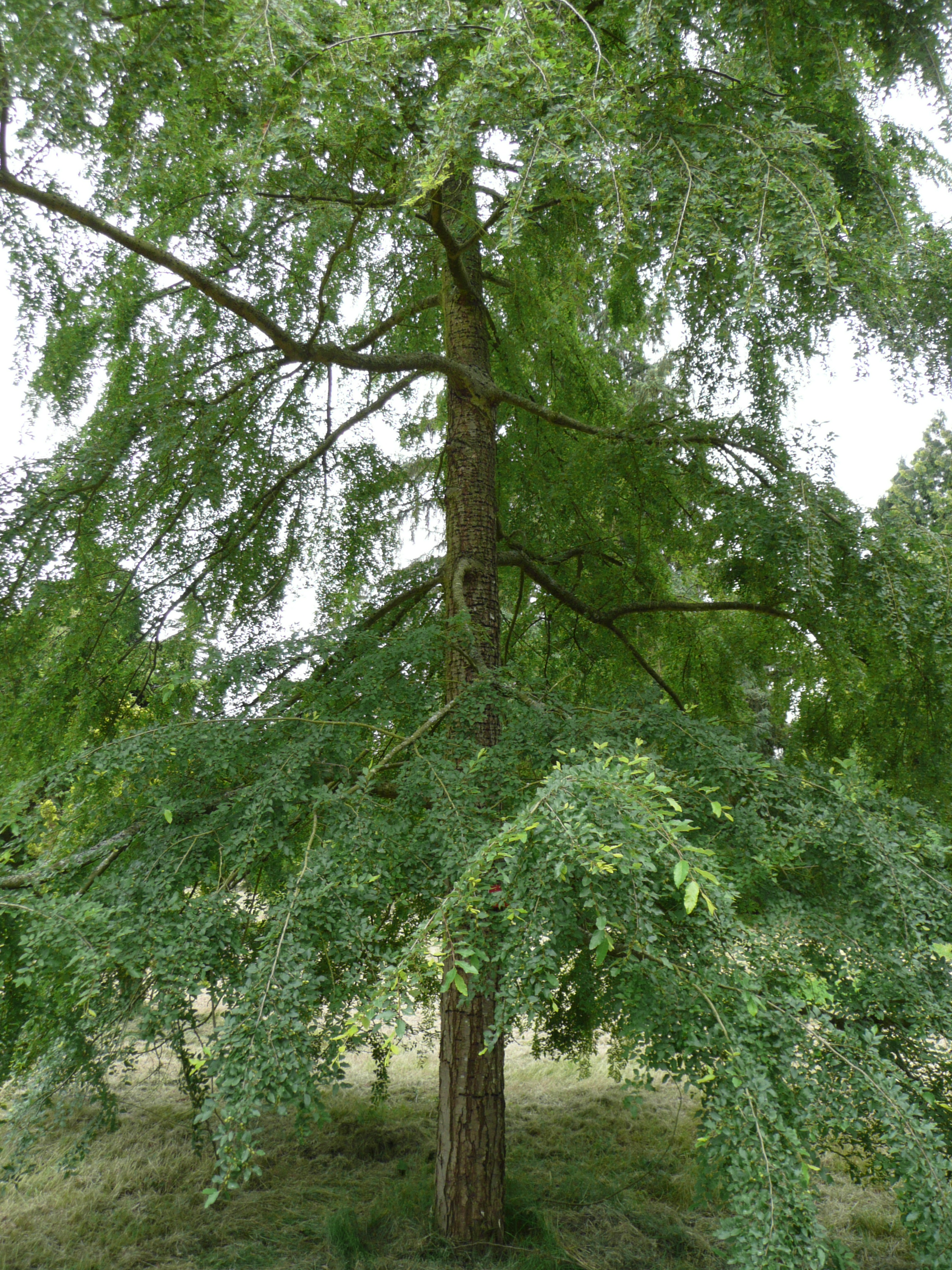
Roble pellín (Nothofagus obliqua)
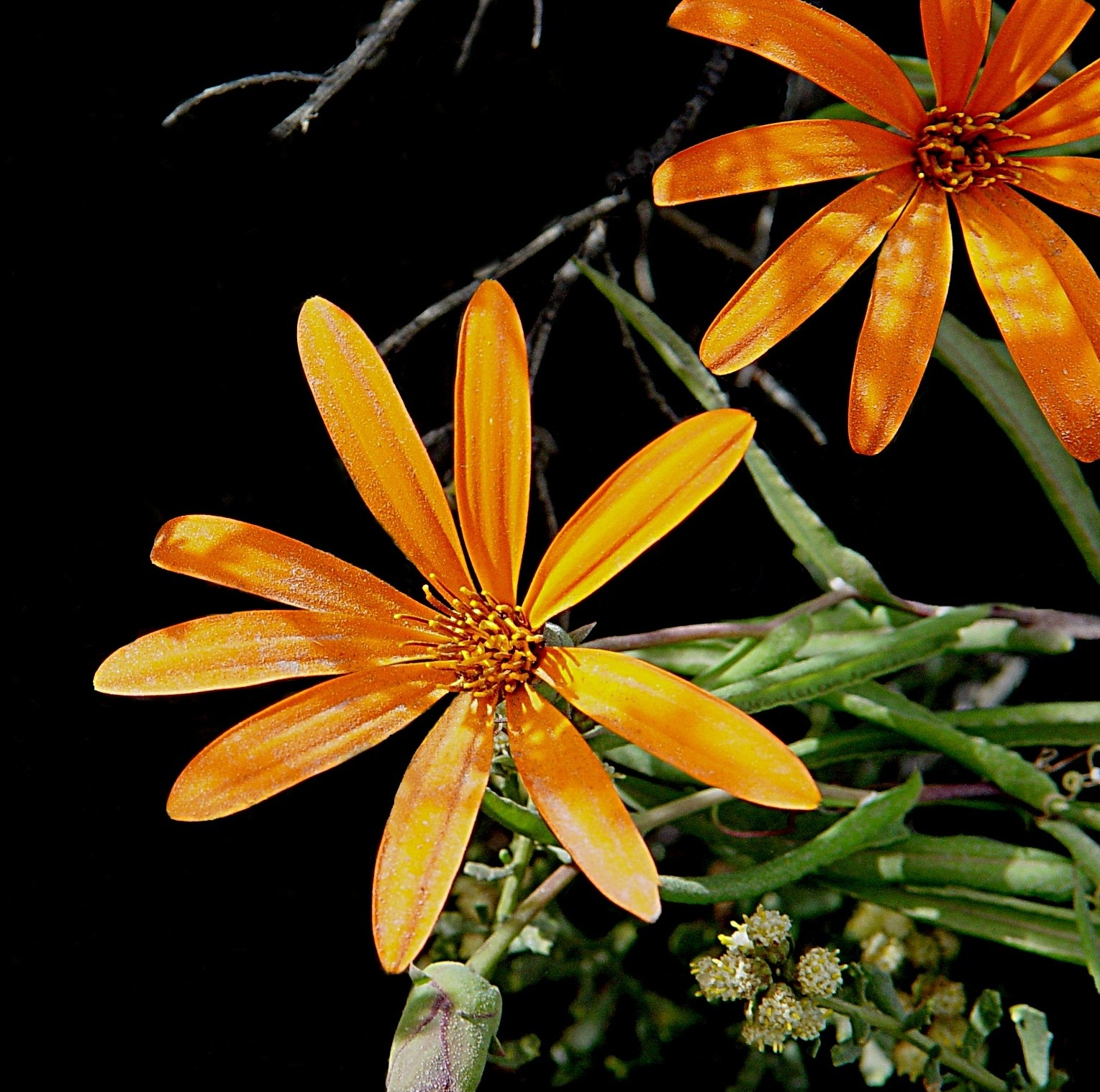
Mutisia decurrens. La fleur a été désignée fleur officielle de la province de Neuquén[3].

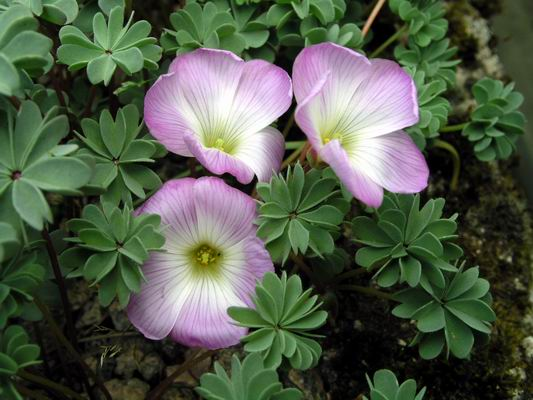
Oxalis du Chili (Oxalis adenophylla)
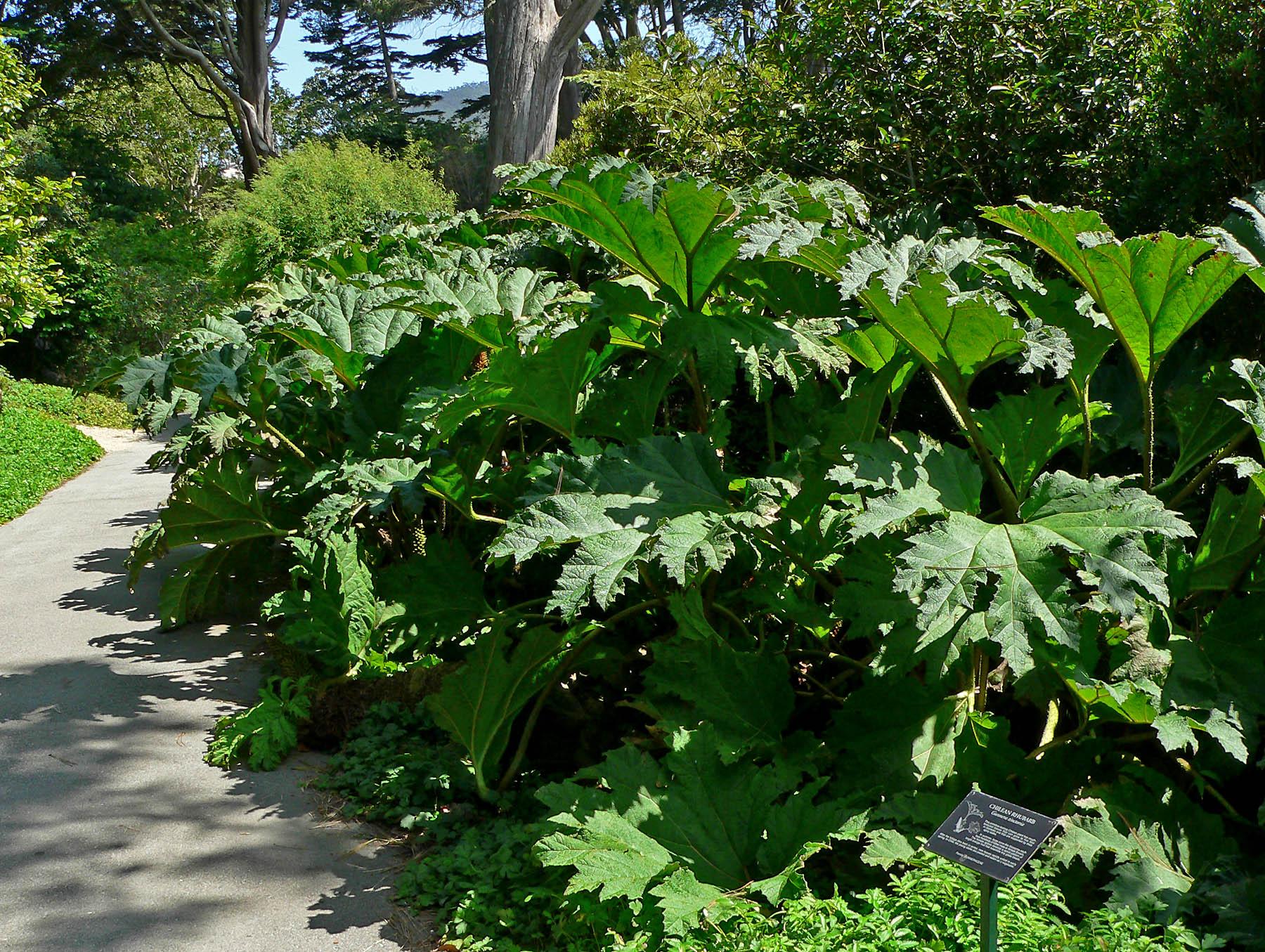
Nalca (Gunnera tinctoria)
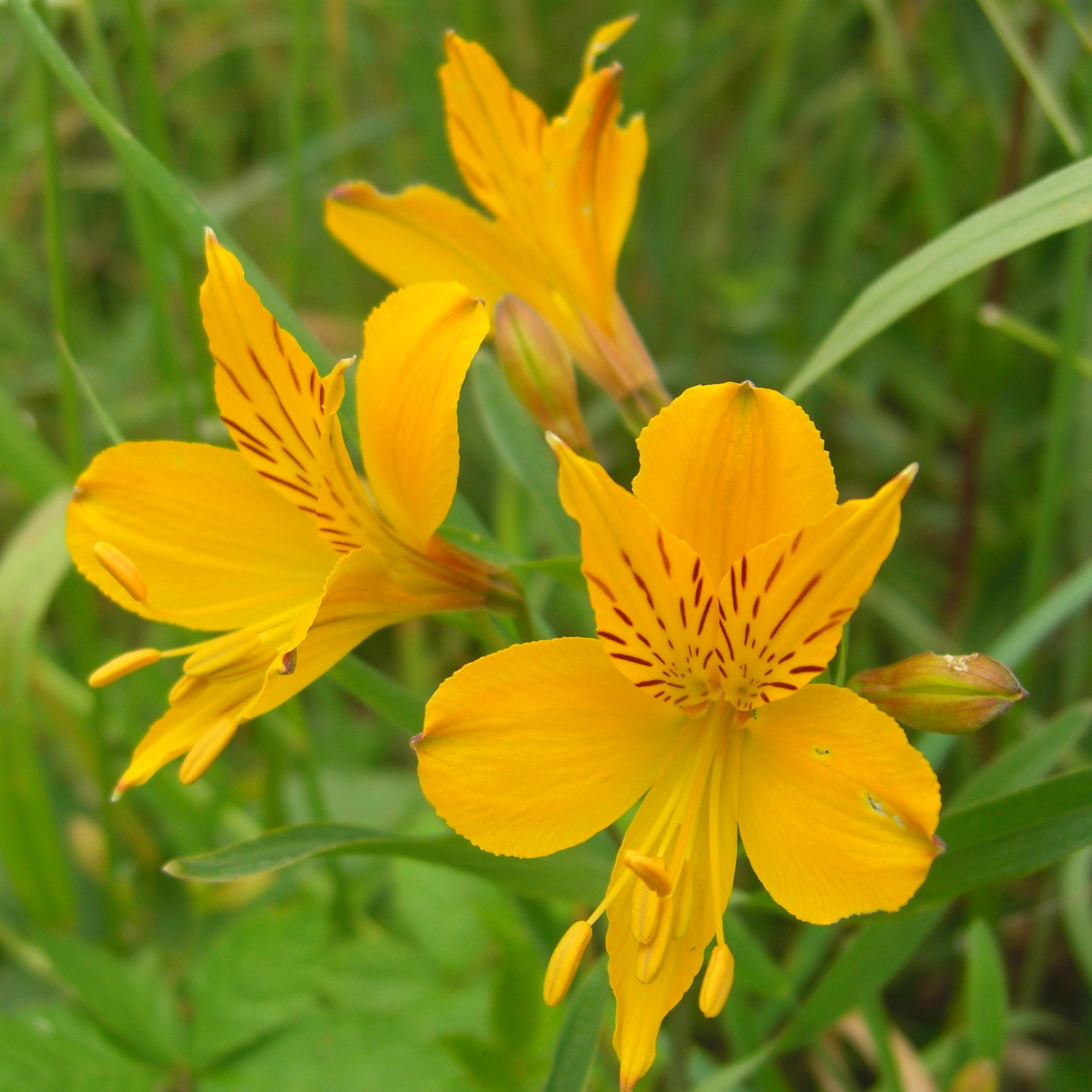
Amancay ou lys des Incas (Alstroemeria auriantaca)

## Faune
La faune autochtone est fort semblable à celle qui existe dans le parc voisin de Nahuel Huapi qui le borde au sud.

### Mammifères

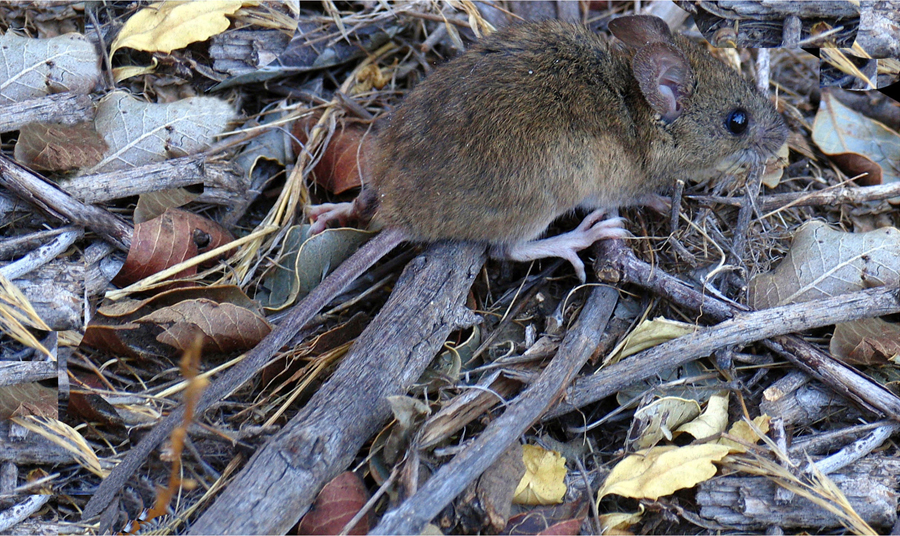
Rat pygmée de rizière à longue queue (Oligoryzomys longicaudatus).

Il existe de nombreux mammifères propres à la région patagonienne, comme le cerf huemul ou hippocamelus bisulcus. Durant l'été ce véritable symbole de la faune locale habite dans les zones élevées du parc, à la frontière chilienne, dans les pâturages d'altitude. En hiver, il descend dans les vallées. On trouve aussi le pudú, le cervidé le plus petit du monde (10 kg pour une taille de 40 cm.).
Parmi les autres mammifères autochtones, on trouve le puma, le renard culpeo (Pseudalopex culpaeus), le oncifelis geoffroyi ou chat de Geoffroy, le colocolo ou chat des pampas (Oncifelis colocolo), le huillín ou loutre marine (lontra provocax) aux pattes palmées, le rat pygmée de rizière à longue queue (Oligoryzomys longicaudatus), le tuco tuco de Patagonie (Ctenomys sociabilis). On trouve aussi dans le parc un petit marsupial appelé monito del monte ou colo colo (Dromiciops gliroides), à ne pas confondre avec l'oncifelis colo colo ou chat des pampas. Le monito del monte est  apparenté aux marsupiaux d'Australie. Un autre prédateur est le guigna ou kodkod ou chat du Chili (Leopardus guigna), un petit félin qui, adulte, mesure quelque 45 cm de long. Il habite les forêts humides et s'alimente surtout de rongeurs et d'oiseaux, grâce à sa capacité de monter aux arbres.
Autre marsupial du parc : l'opossum de Patagonie (Lestodelphys halli), un marsupial Didelphidae exclusif de l'Argentine, où il habite dans des milieux froids et secs

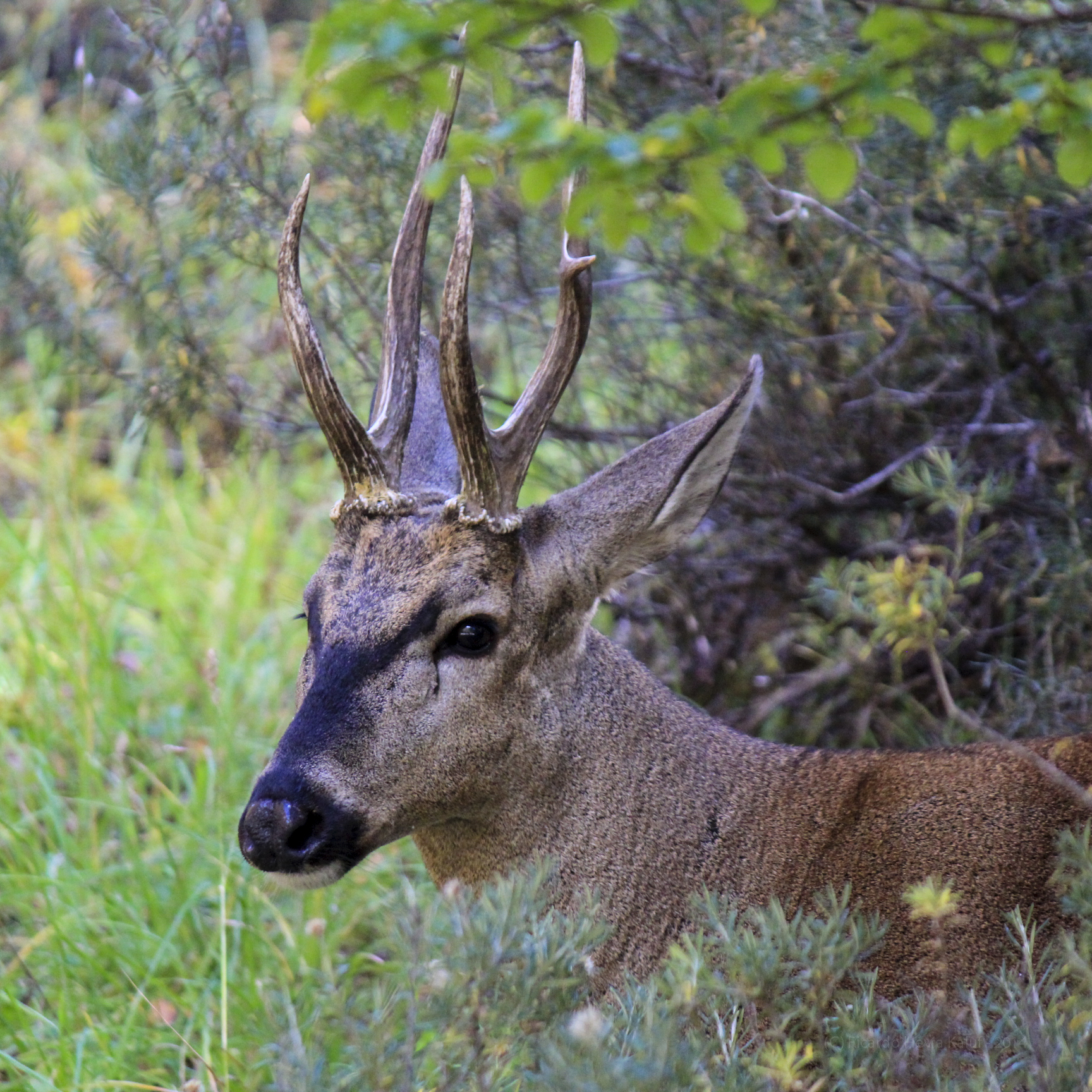
Tête de huemul mâle (Hippocamelus bisulcus).
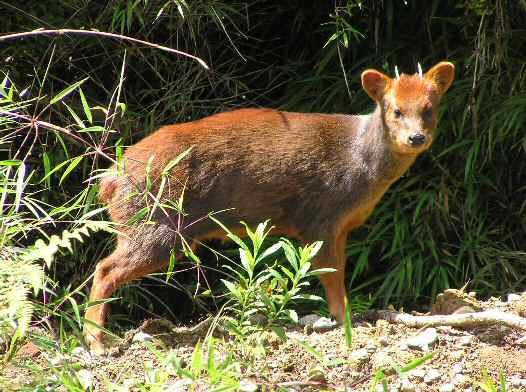
Un pudu (pudu puda) mâle
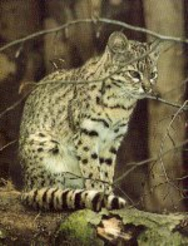
Chat de Geoffroy (Oncifelis geoffroyi).

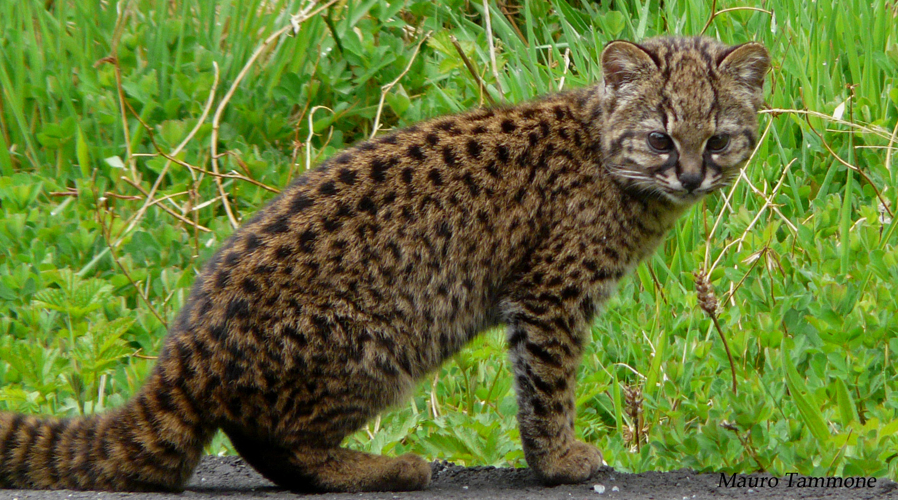
Guigna ou Kodkod ou Chat du Chili (Leopardus guigna)
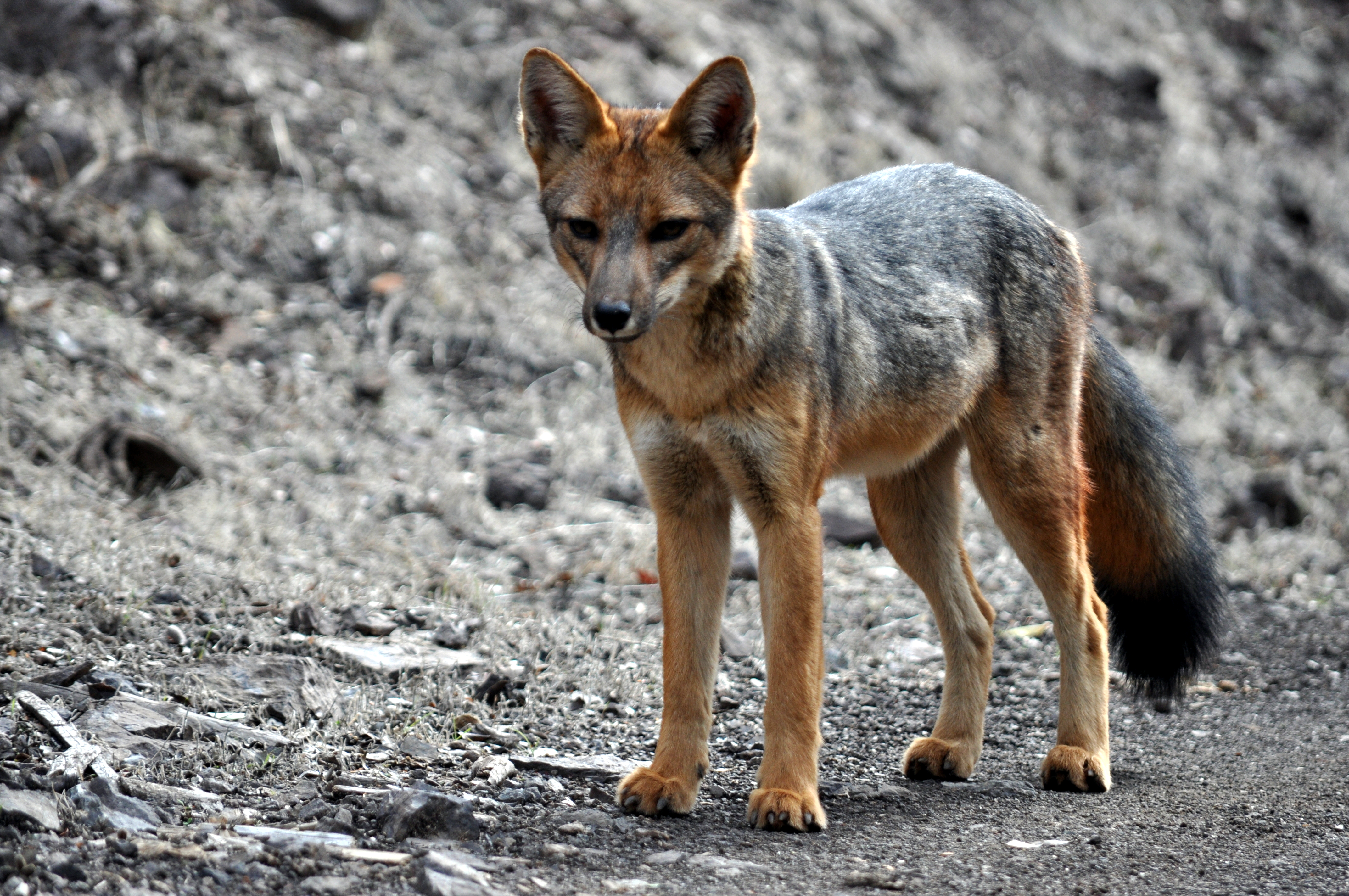
Renard de Magellan sous-espèce Lycalopex culpaeus culpaeus.

Dans la zone steppique du parc (à l'est, débute le plateau patagonien ou méseta)  on peut voir de petits groupes de guanacos (Lama guanicoe). Le puma (Felis concolor) est le félin superprédateur des lieux. Son habitat principal est la steppe où il chasse le guanaco. Toujours dans la zone steppique on trouve des colonies de chinchillóns ou viscaches de la sierra (Lagidium viscacia), un rongeur habitant les zones rocheuses ; Il a de longues oreilles et une longue queue enroulée vers l'avant.

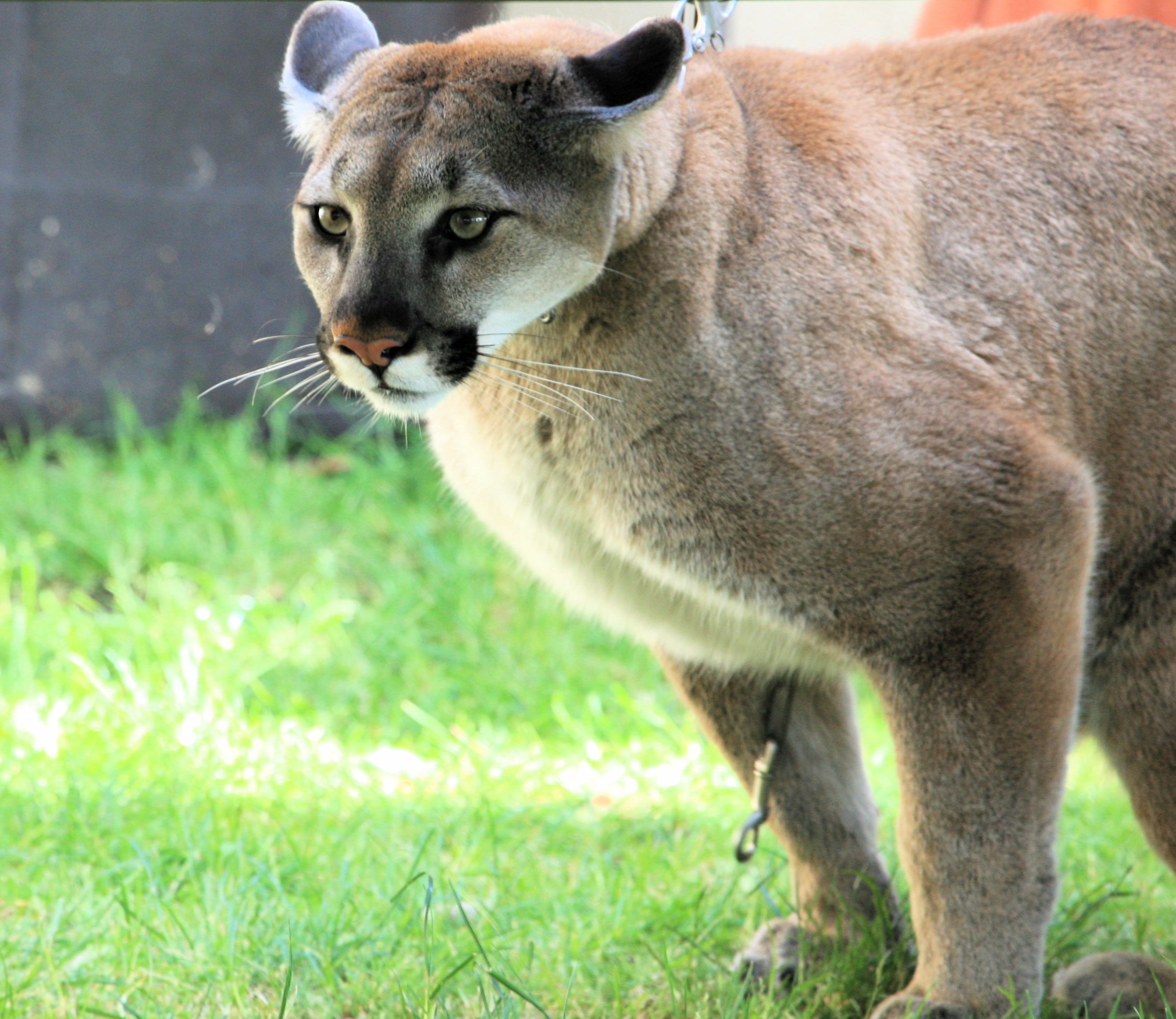
Un Puma concolor ou cougar.
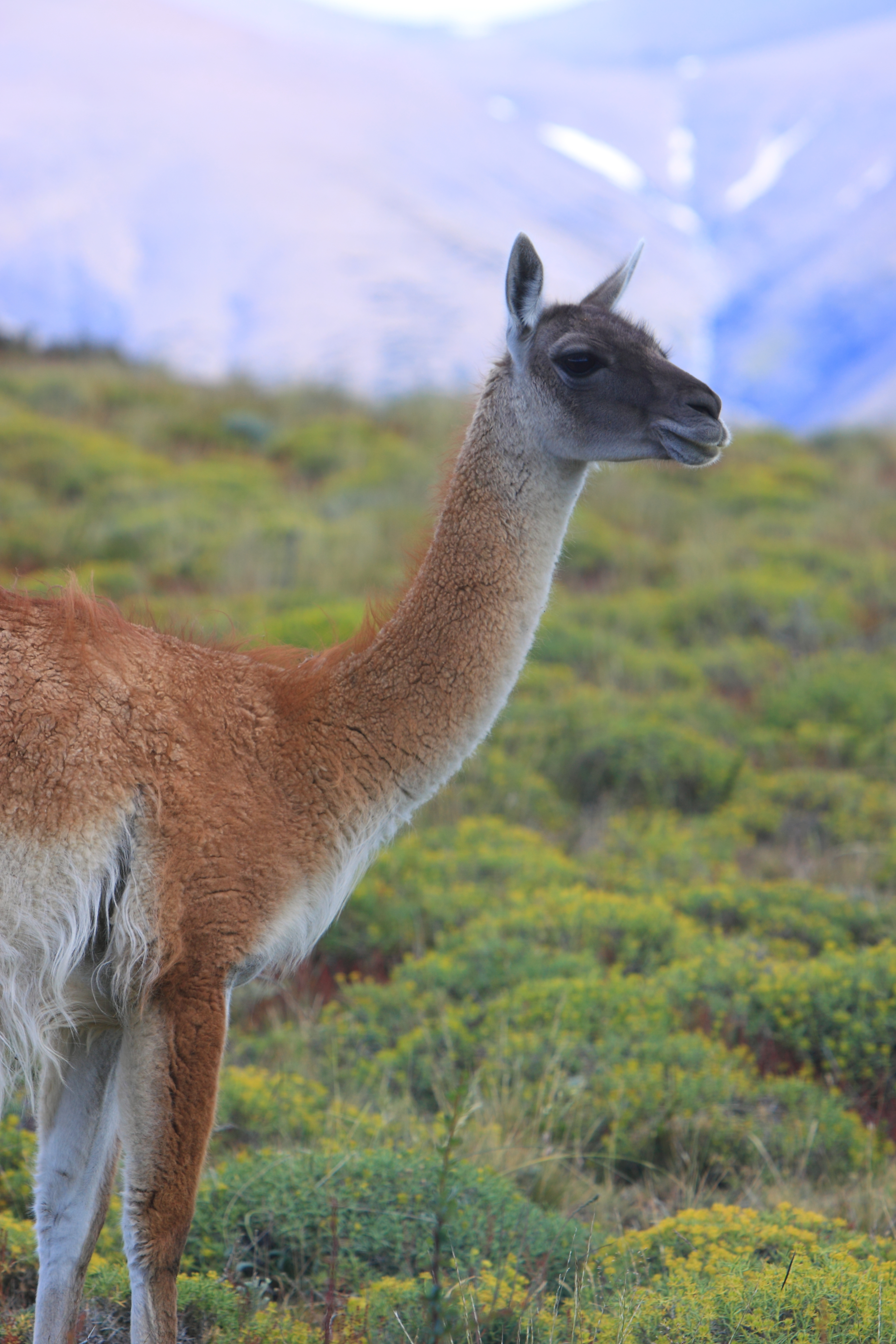
Un Guanaco (Lama guanicoe).
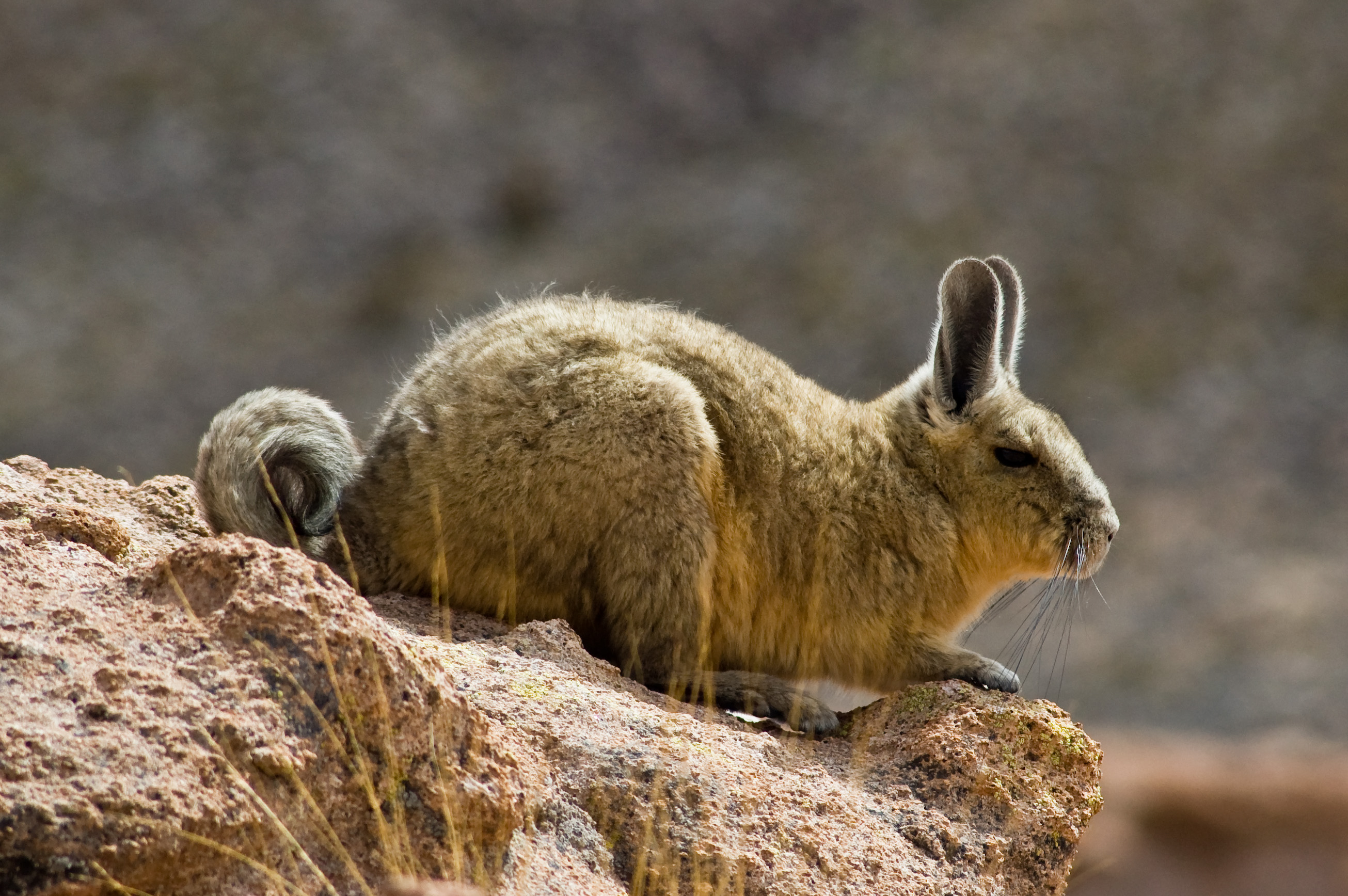
Viscache des montagnes (Lagidium viscacia)

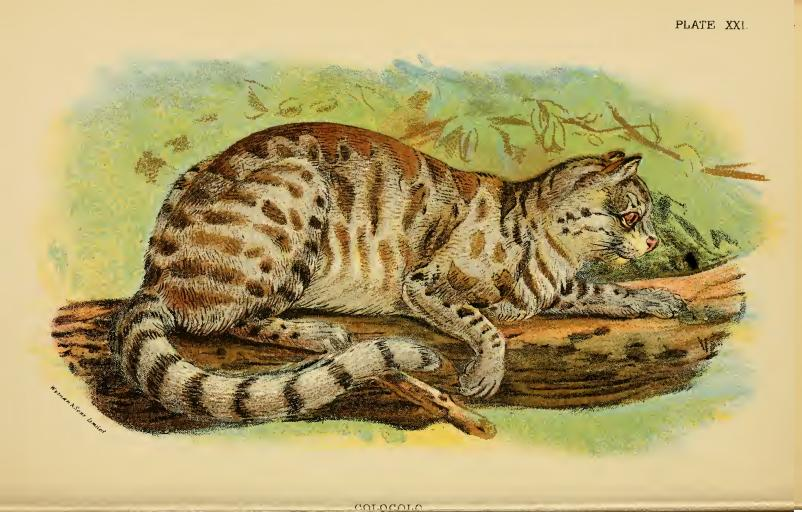
Le Chat des Pampas ou colocolo (Leopardus colocolo).
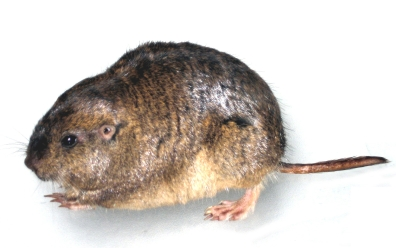
Cténomys ou Tucotuco (Dromiciops gliroides).
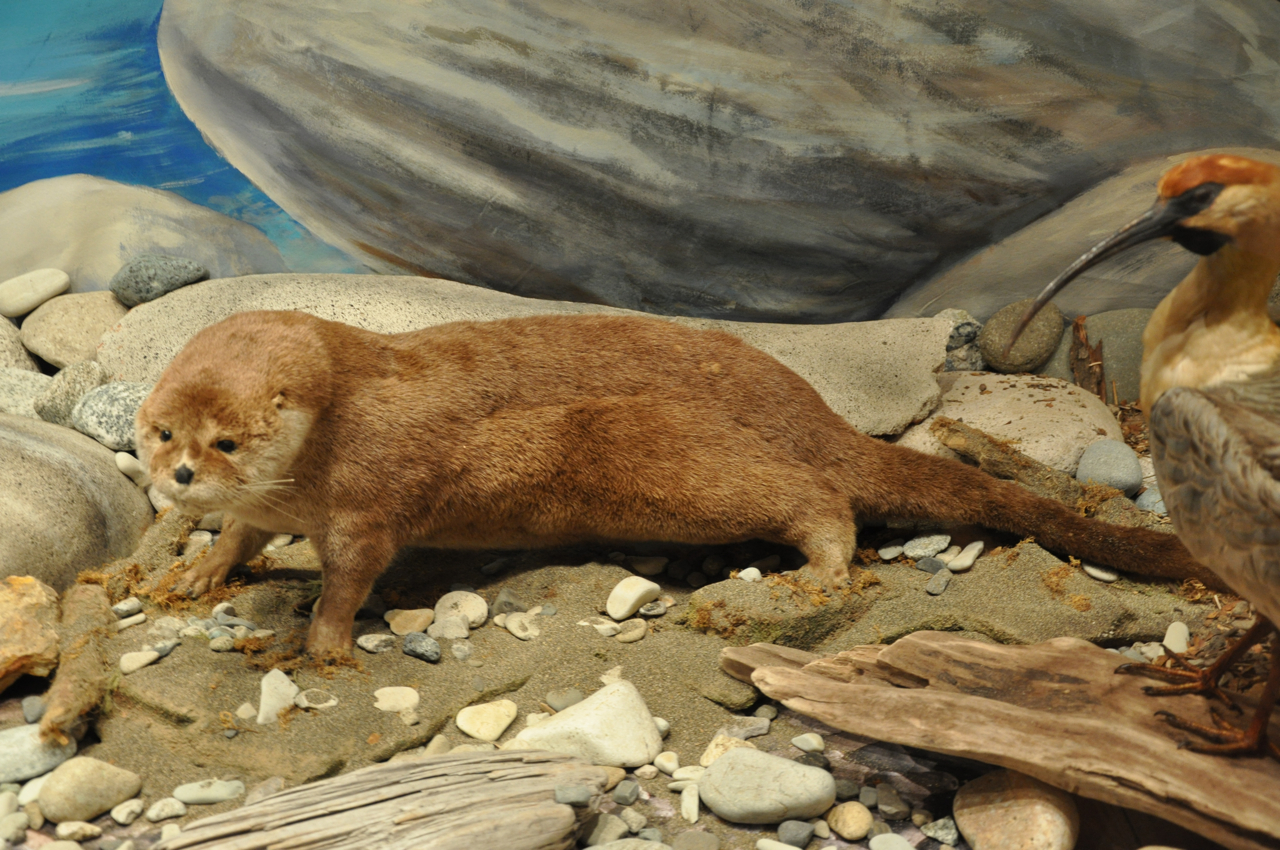
Loutre du Chili (Lontra provocax) surnommée "tigre d'eau" (tigre del agua)

### Les oiseaux
Parmi les oiseaux dont le parc abonde, on remarque le condor des Andes (Vultur gryphus), 
le canard à lunettes (Speculanas specularis), le mérulaxe à flancs ocre (Eugralla paradoxa), l'attagis de Gay (Attagis gayi), le pigeon du Chili (Columba araucana), la colombe à ailes noires (Metriopelia melanoptera), la conure magellanique (Enicognathus ferrugineus), le colibri à flancs blancs (Oreotrochilus leucopleurus), le pic bûcheron (Picoides lignarius), le pic de Magellan (Campephilus magellanicus), la géositte à ailes rousses (Geositta rufipennis), l'upucerthie des buissons (Upucerthia dumetaria), l'upucerthie à bec droit (Ochetorhynchus ruficaudus), le cinclode brun (Cinclodes fuscus), le cinclode d'Oustalet (Cinclodes oustaleti), le synallaxe de Des Murs (Sylviorthorhynchus desmursii), le synallaxe rayadito (Aphrastura spinicauda), le synallaxe des rocailles (Asthenes modesta), le mérulaxe des Andes (Scytalopus magellanicus), la picotelle à gorge blanche (Pygarrhichas albogularis), le tourco huet-huet (Pteroptochos tarnii), le tourco rougegorge (Scelorchilus rubecula), l'élénie à cimier blanc (Elaenia albiceps), le pitajo de Patagonie (Colorhamphus parvirostris), le dormilon à sourcils blancs (Muscisaxicola albilora), le dormilon à front noir (Muscisaxicola frontalis), le dormilon cendré (Muscisaxicola cinereus), le gaucho à bec noir (Agriornis montanus), le rara à queue rousse (Phytotoma rara), le phrygile à tête grise (Phrygilus gayi), le phrygile petit-deuil (Phrygilus fruticeti), le phrygile gris-de-plomb (Phrygilus unicolor).

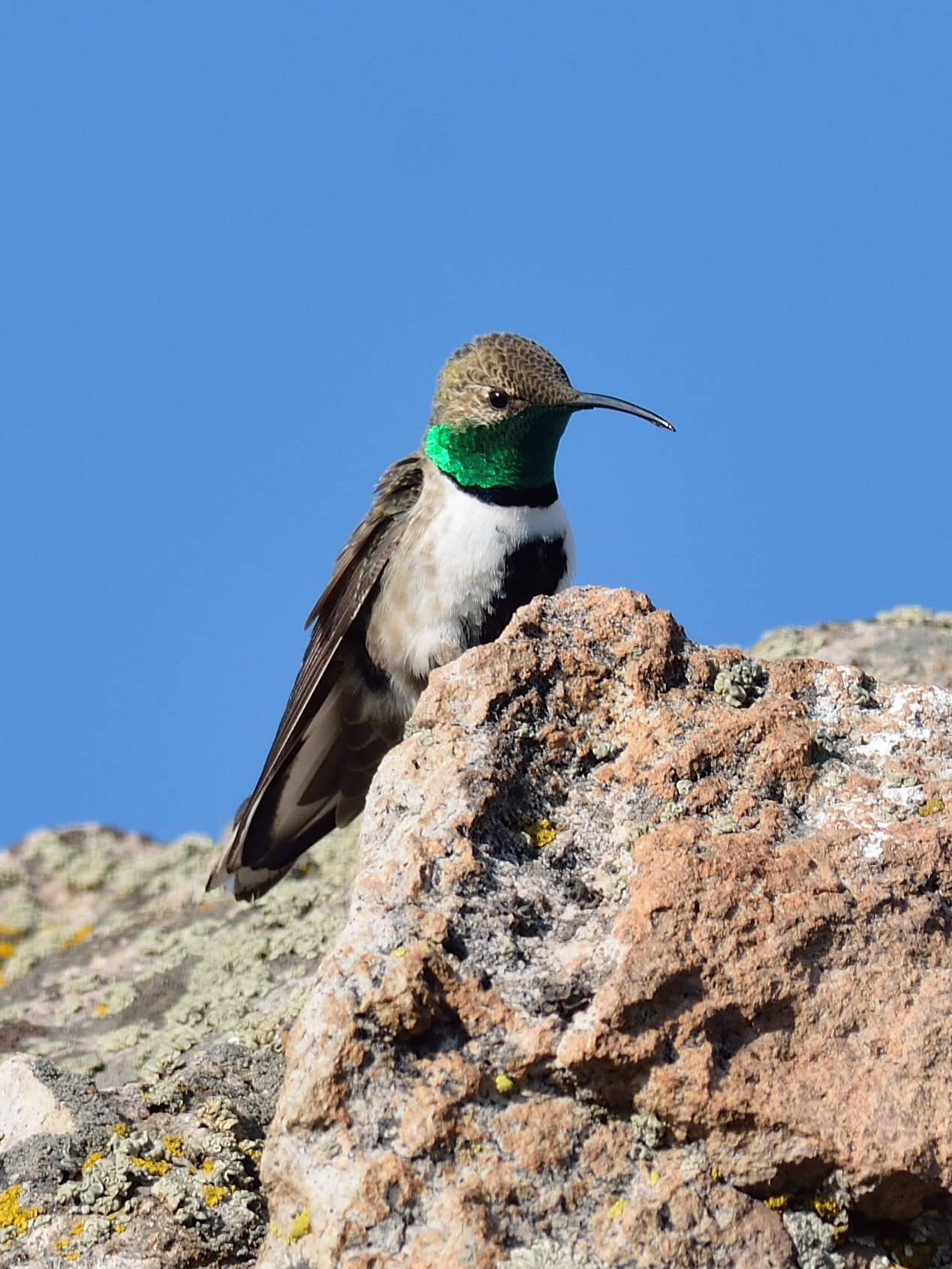
Colibri à flancs blancs (Oreotrochilus leucopleurus)
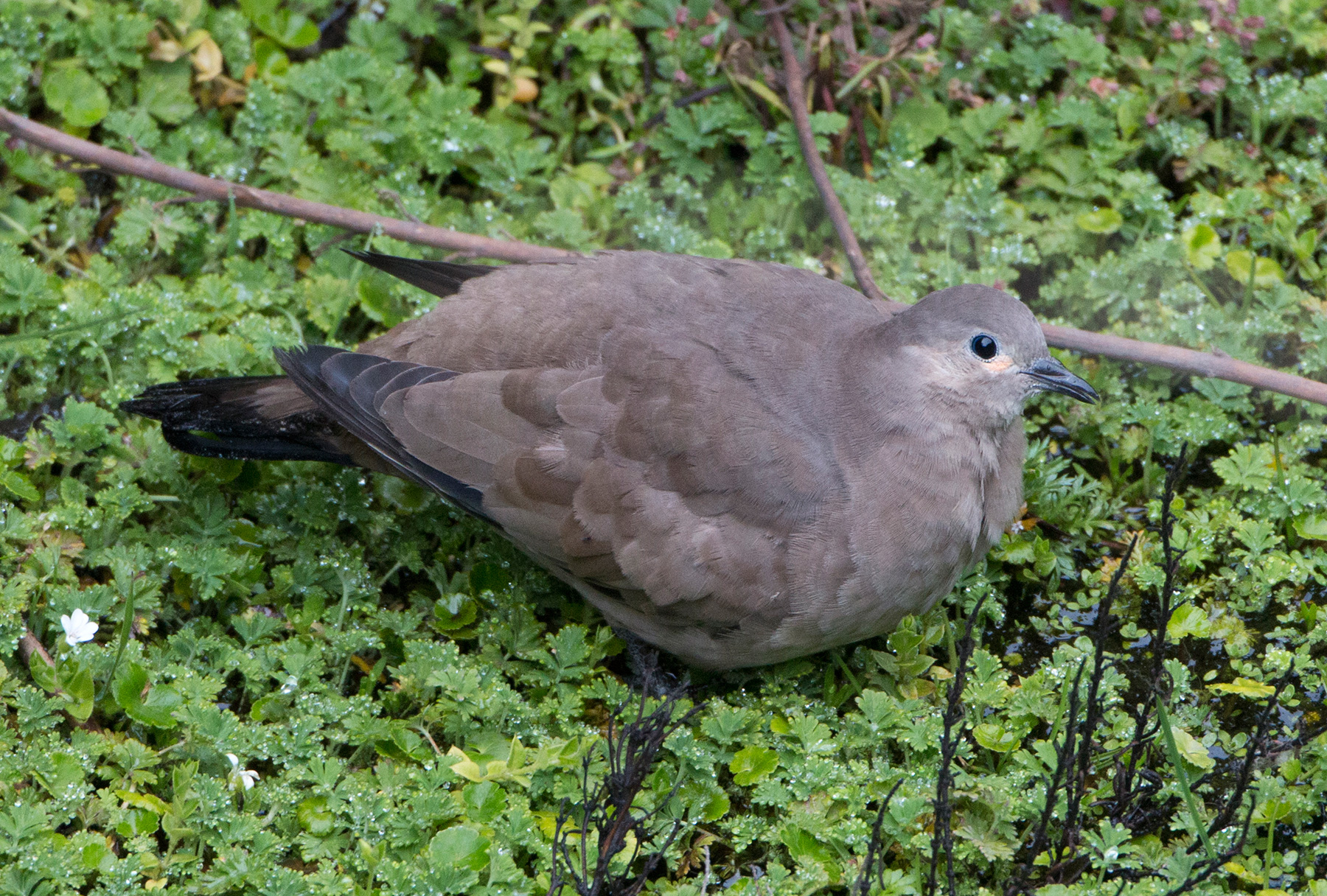
Colombe à ailes noires (Metriopelia melanoptera)
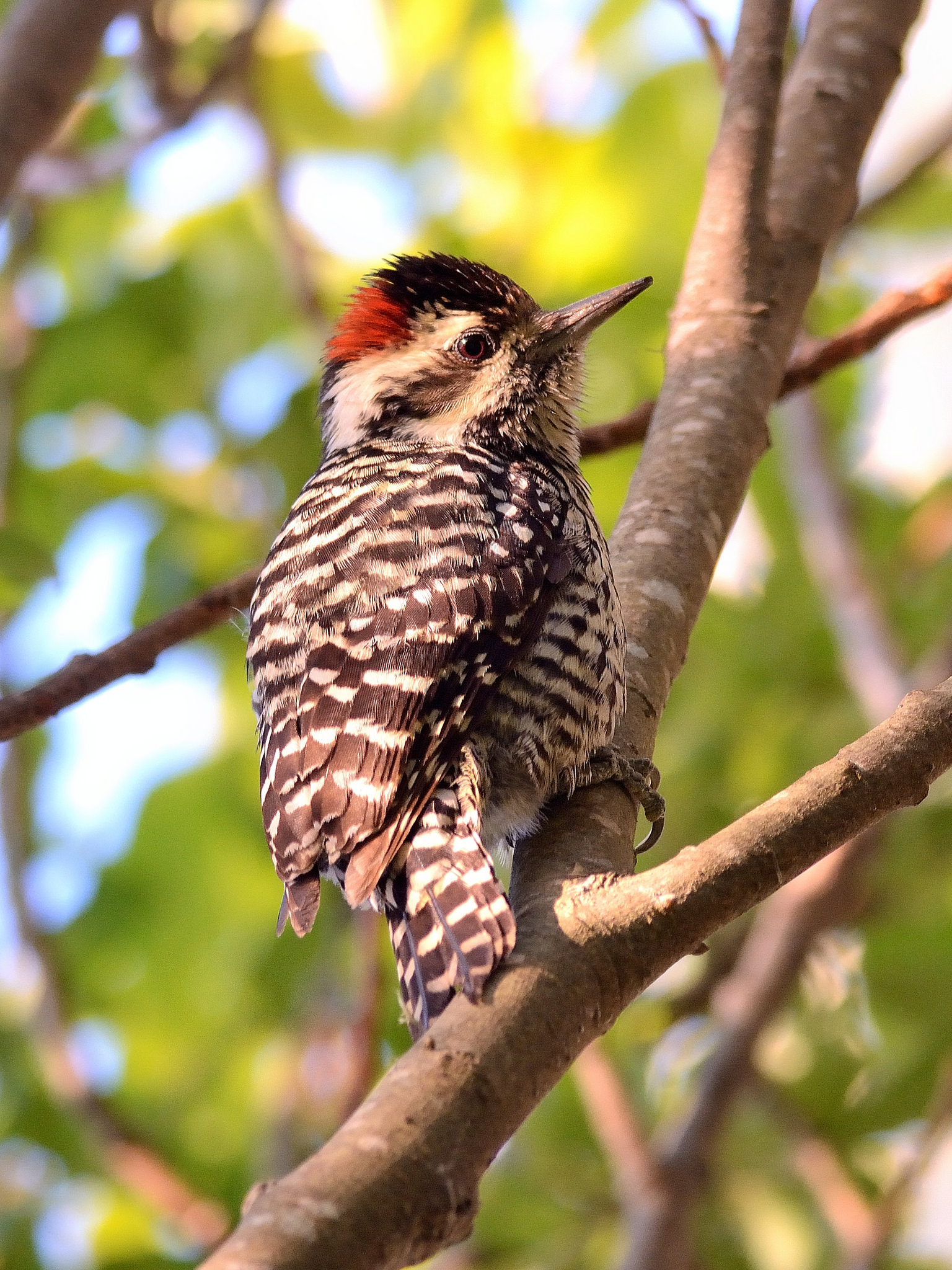
Pic bûcheron (Picoides lignarius)

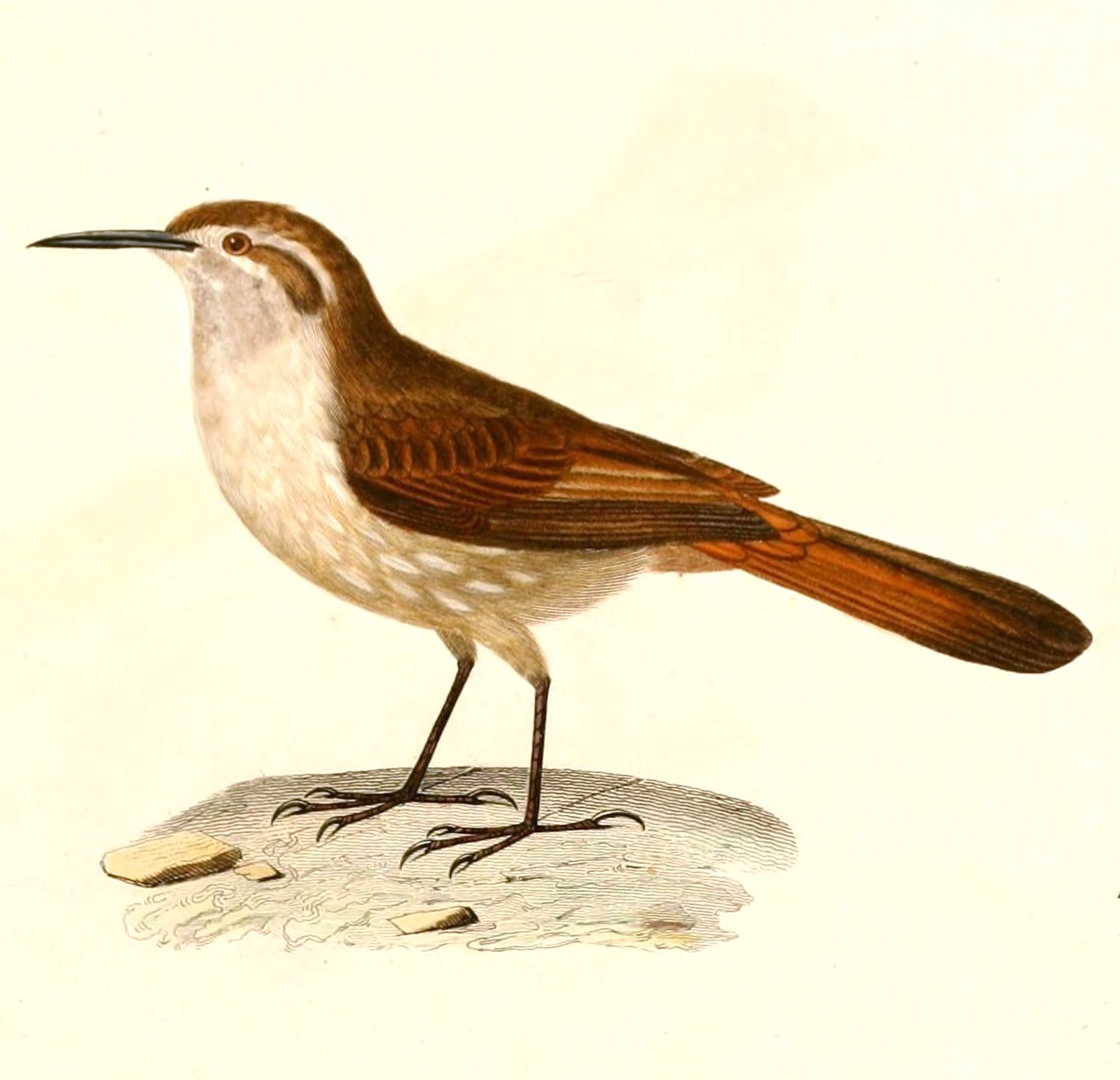
Upucerthie à bec droit (Ochetorhynchus ruficaudus)
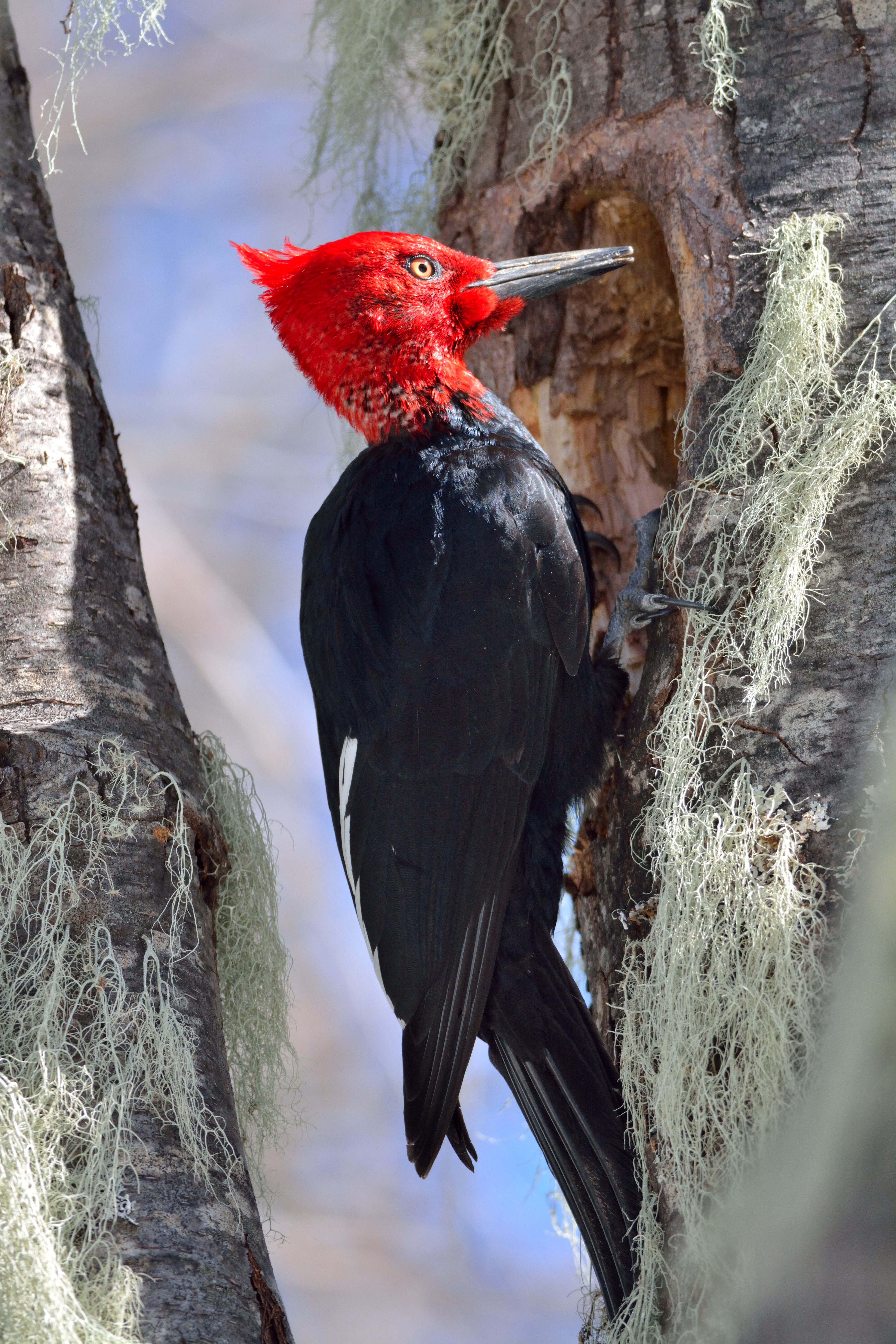
Pic de Magellan (Campephilus magellanicus)
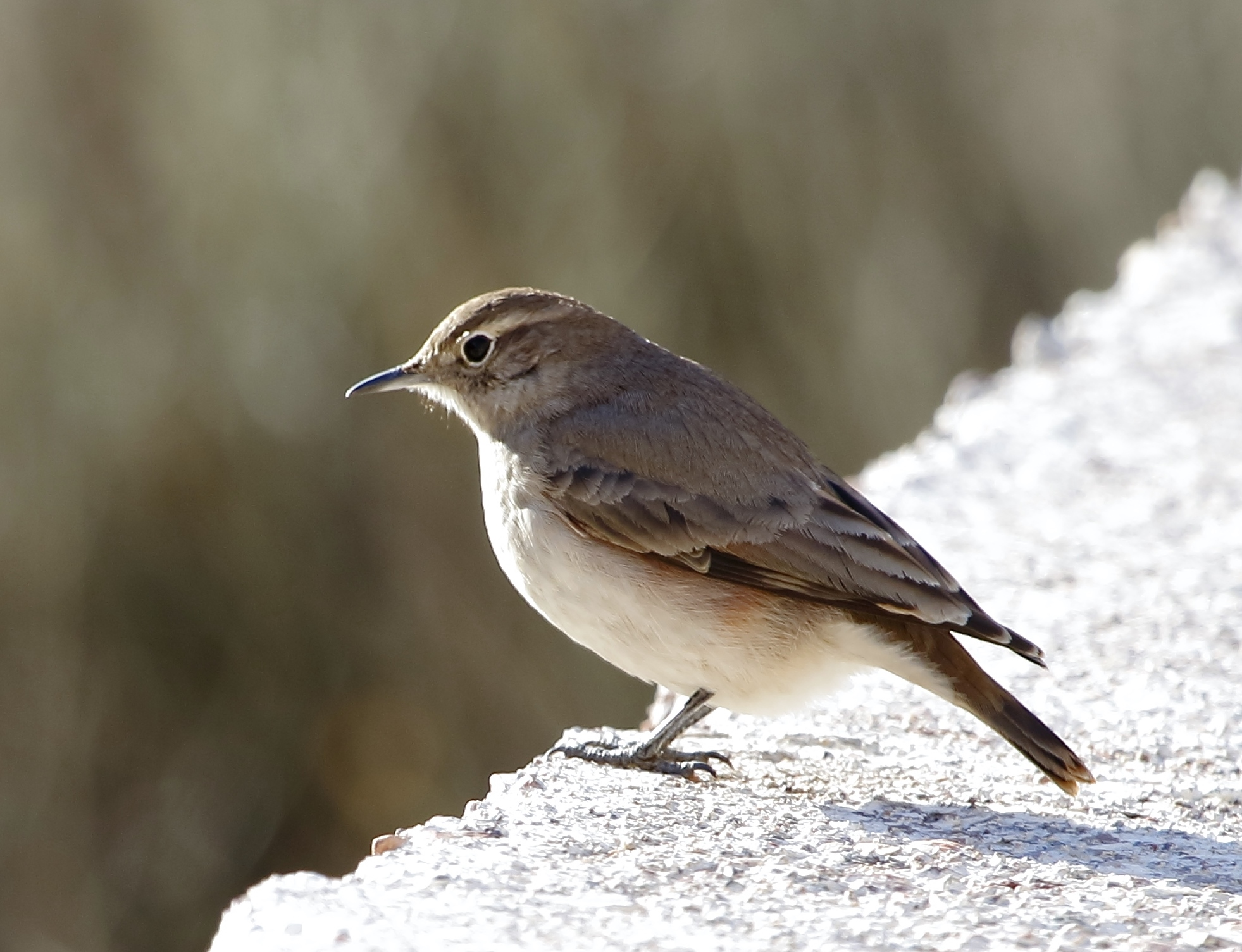
Géositte à ailes rousses (Geositta rufipennis)

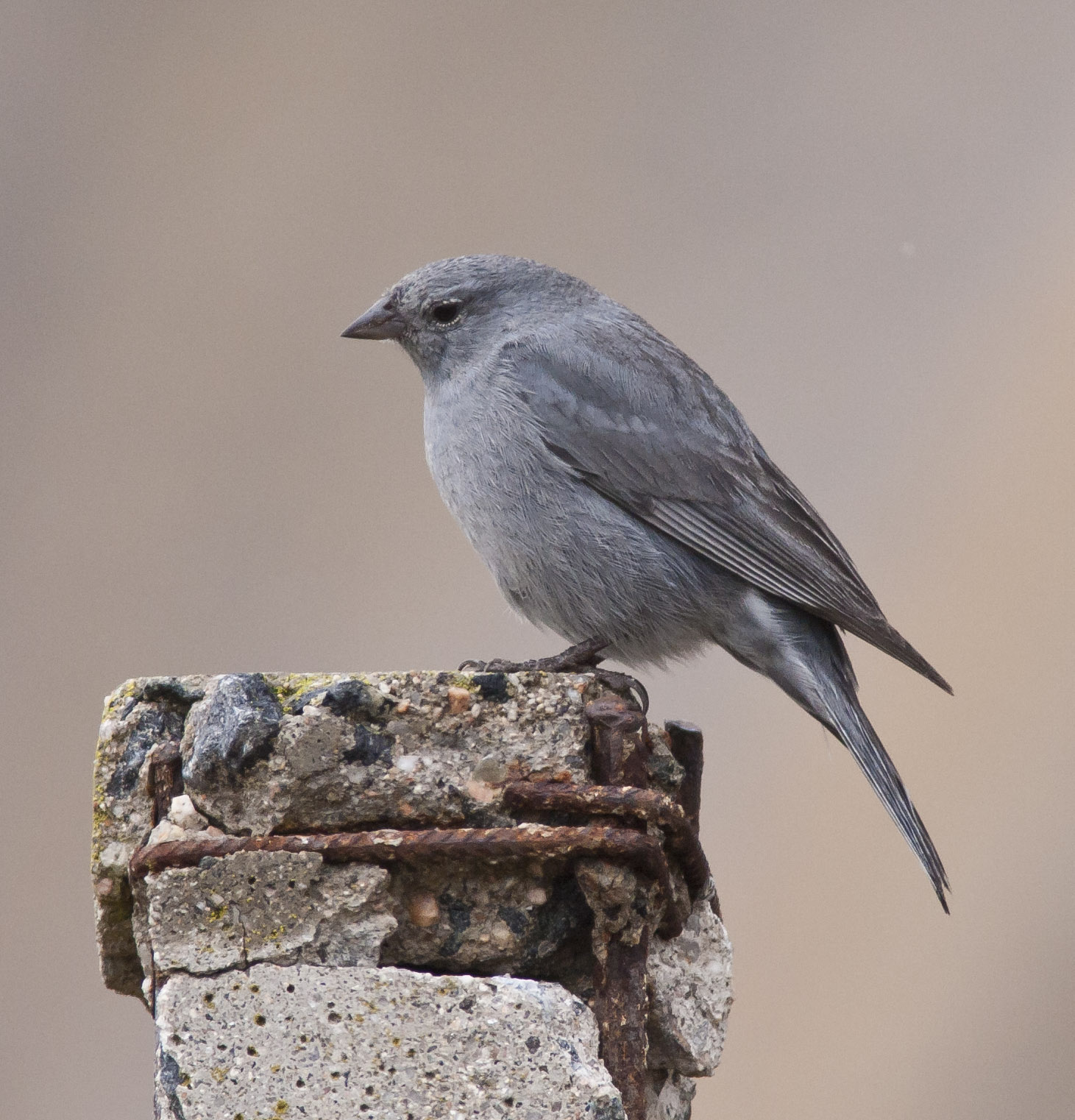
Phrygile gris-de-plomb (Phrygilus unicolor)
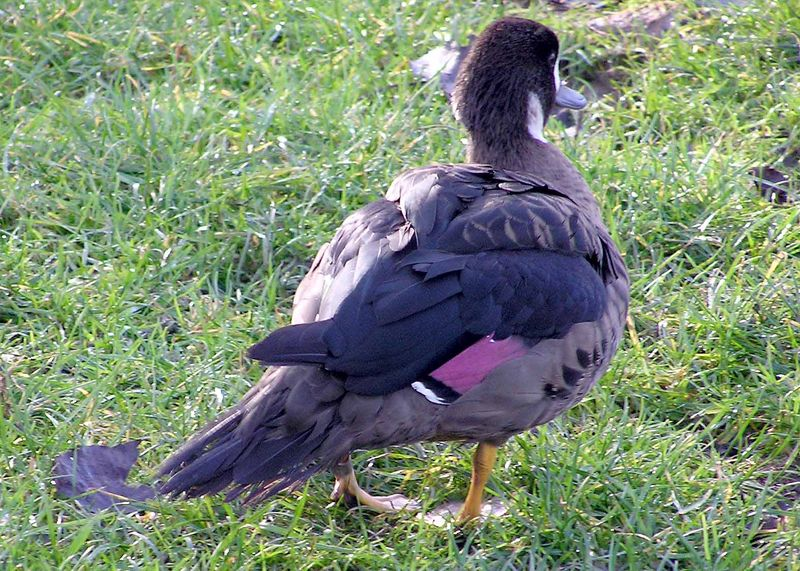
Canard à lunettes (Speculanas specularis)
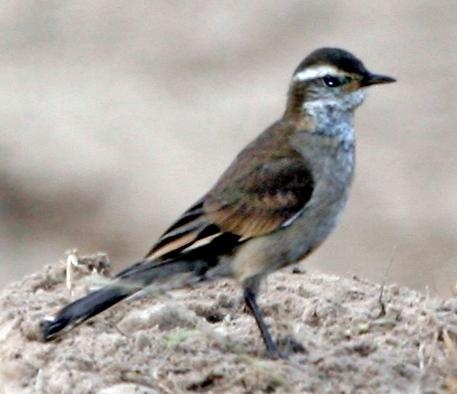
Cinclode brun (Cinclodes fuscus)

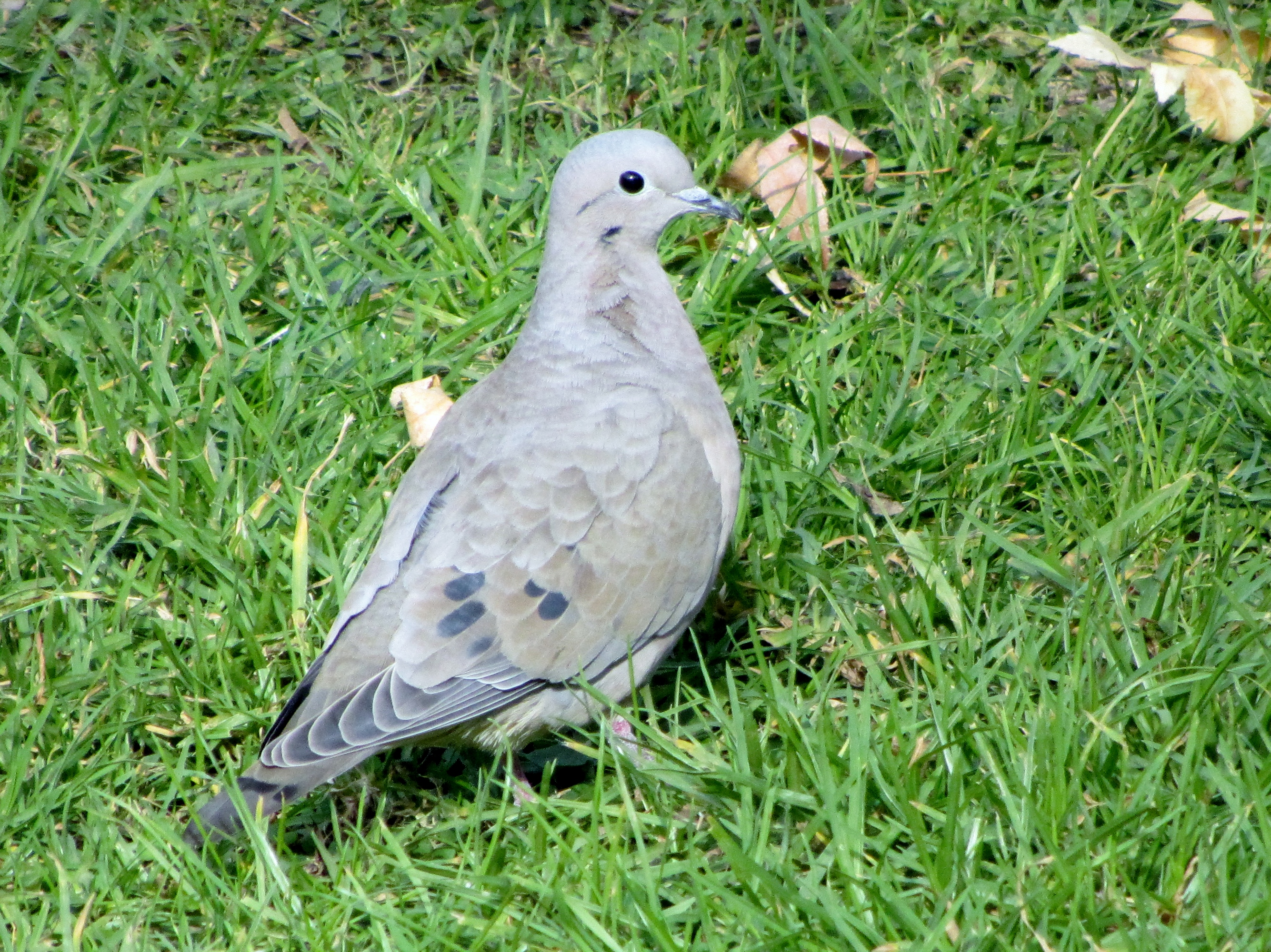
Pigeon du Chili (Columba araucana)
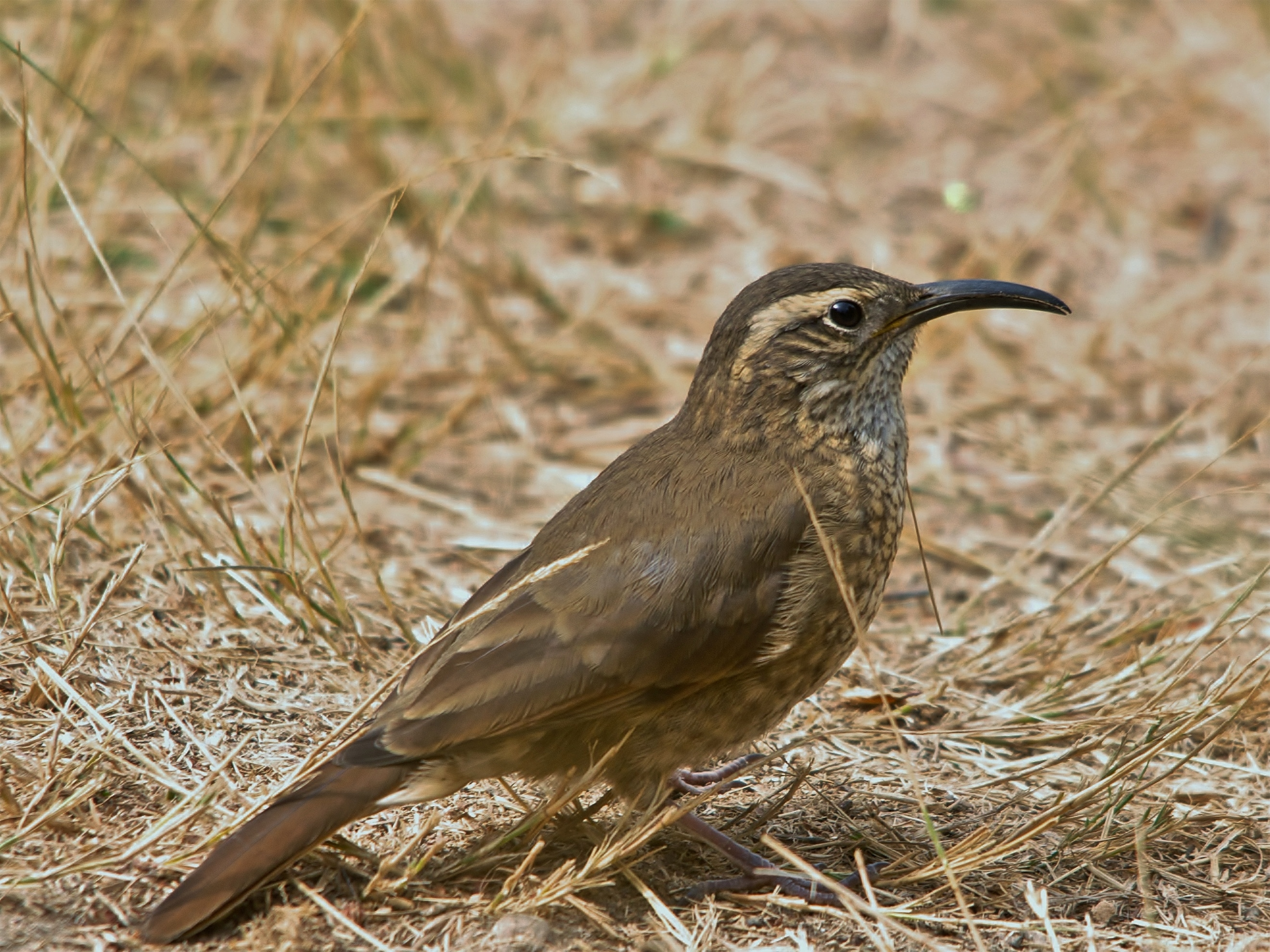
Upucerthie des buissons (Upucerthia dumetaria)
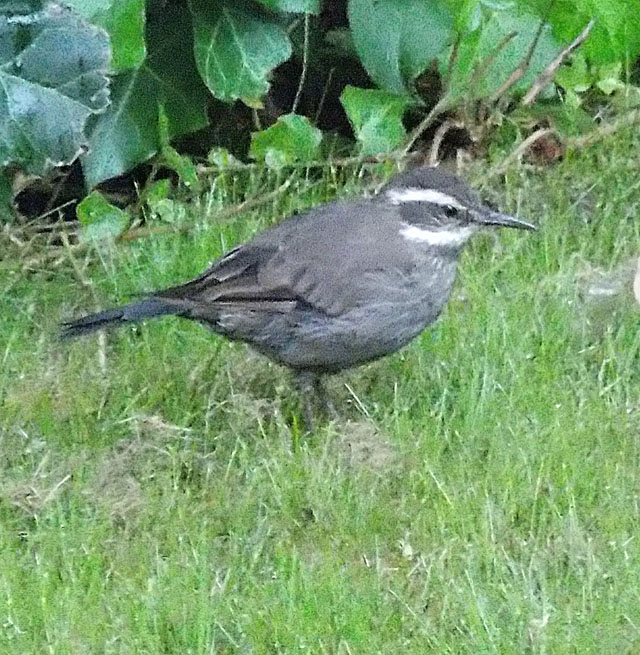
Cinclode d'Oustalet (Cinclodes oustaleti)

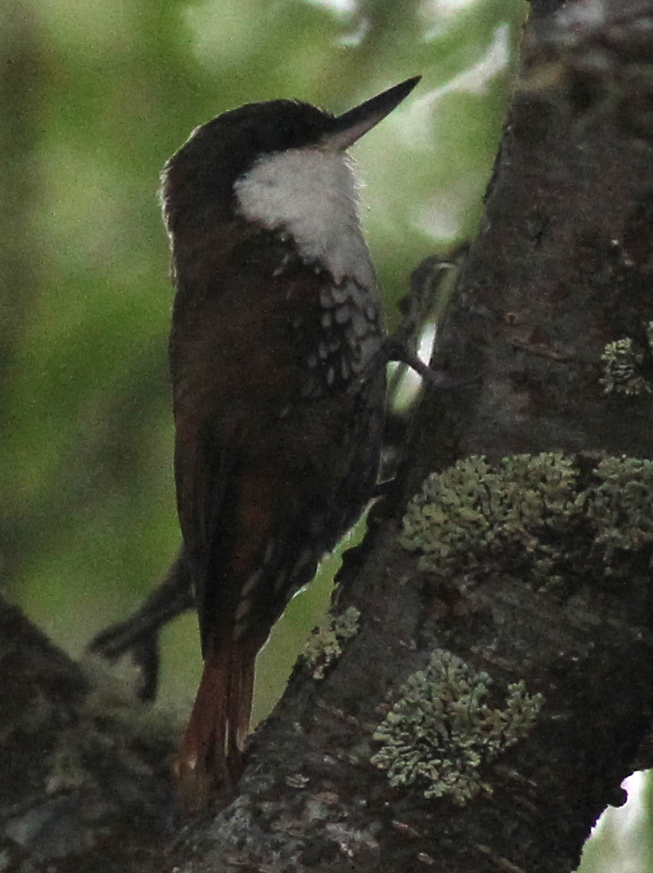
Picotelle à gorge blanche (Pygarrhichas albogularis)
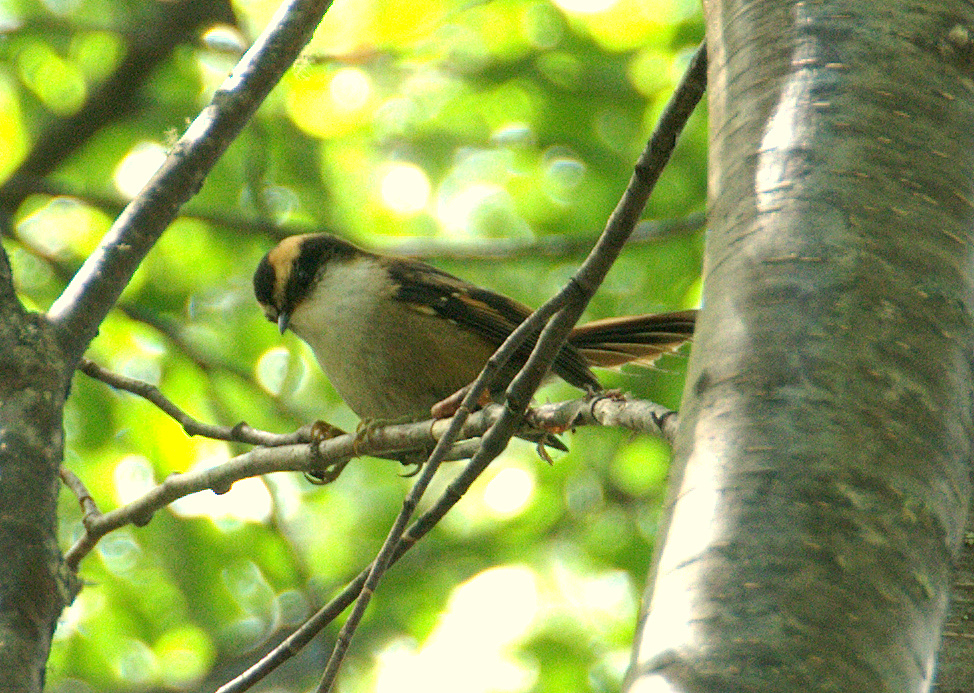
Synallaxe rayadito (Aphrastura spinicauda)
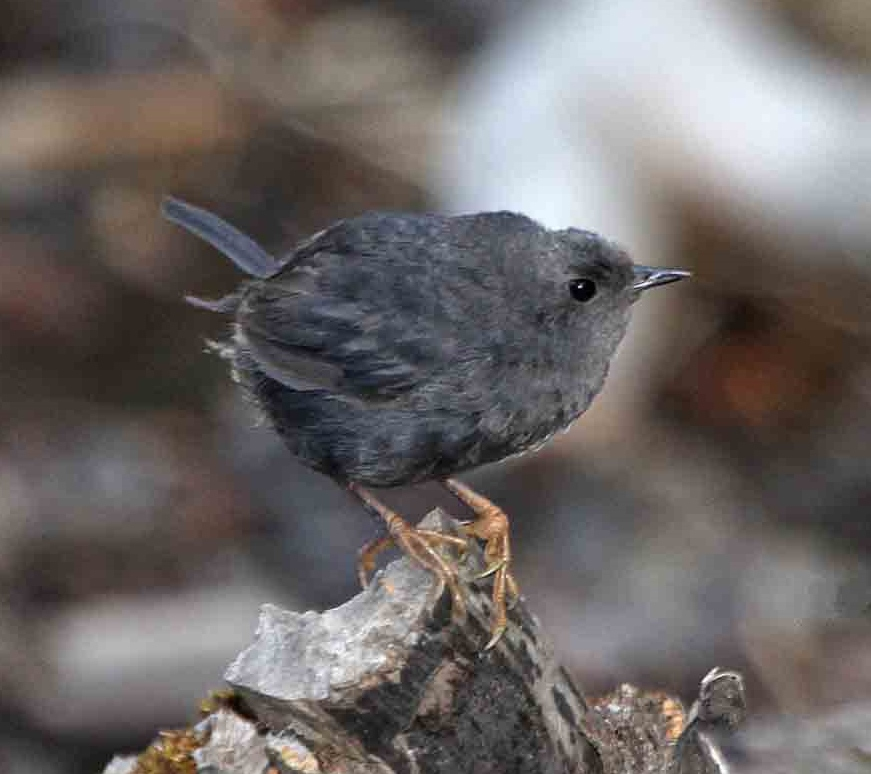
Mérulaxe des Andes (Scytalopus magellanicus)

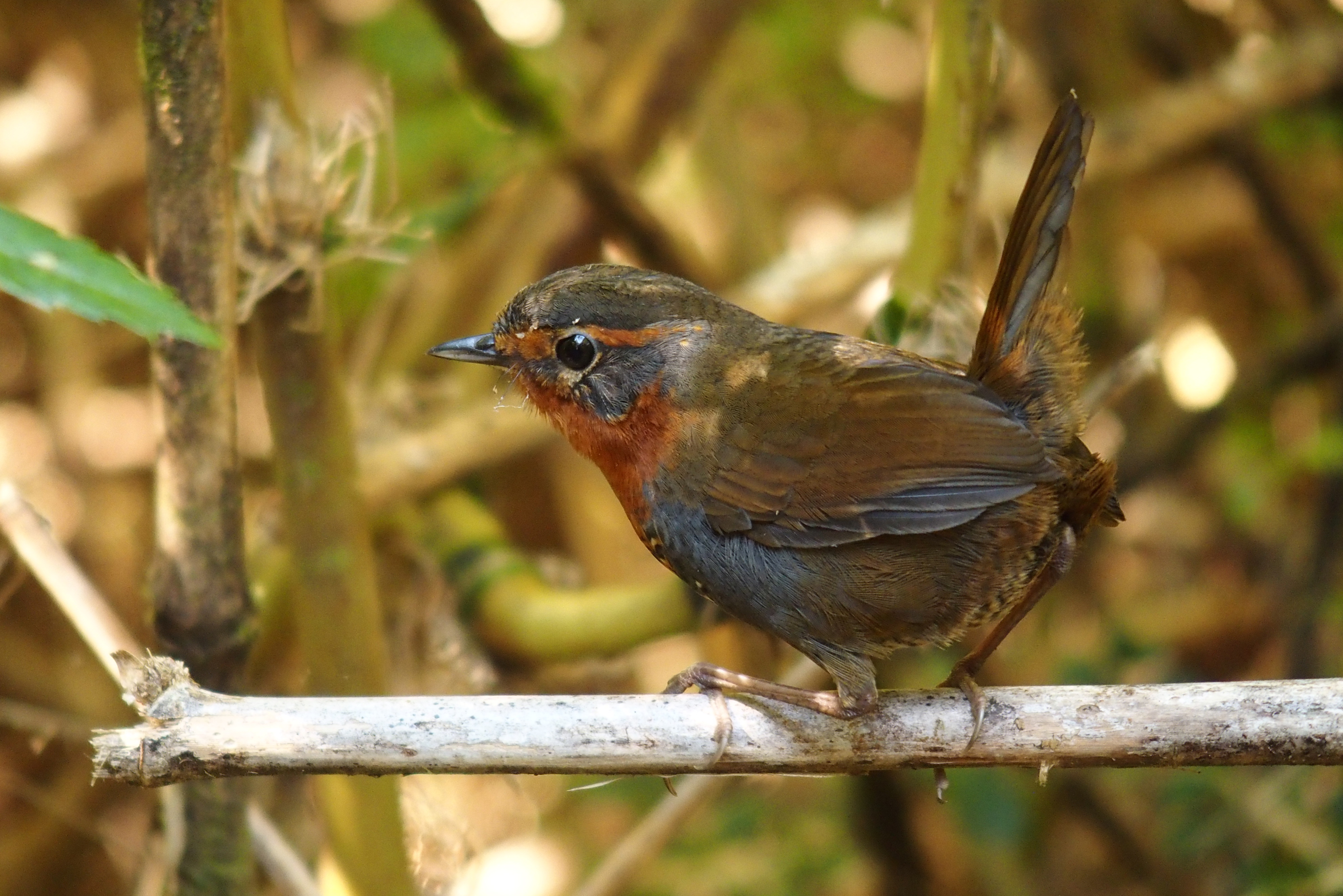
Tourco rougegorge (Scelorchilus rubecula)
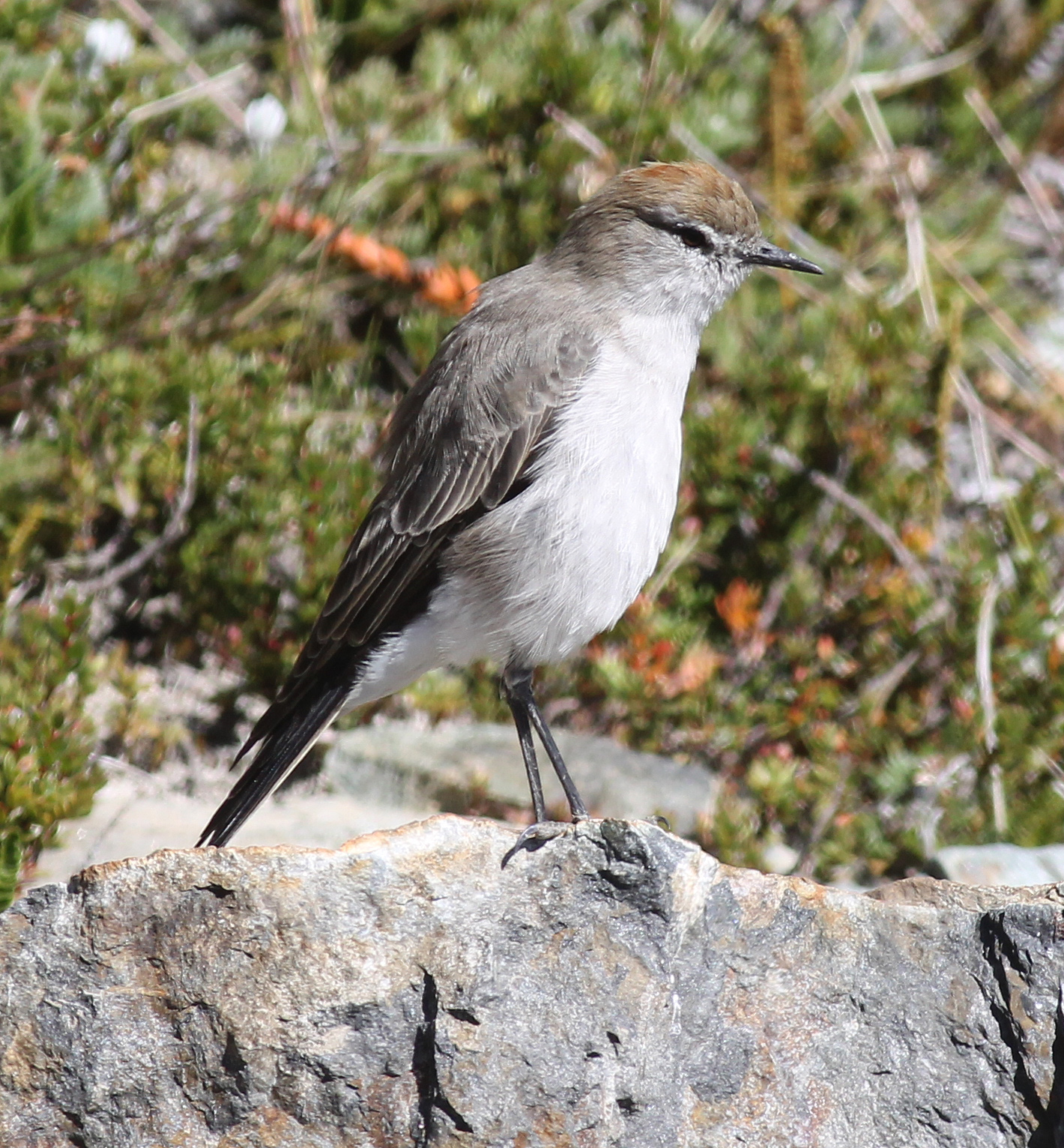
Dormilon à sourcils blancs (Muscisaxicola albilora)
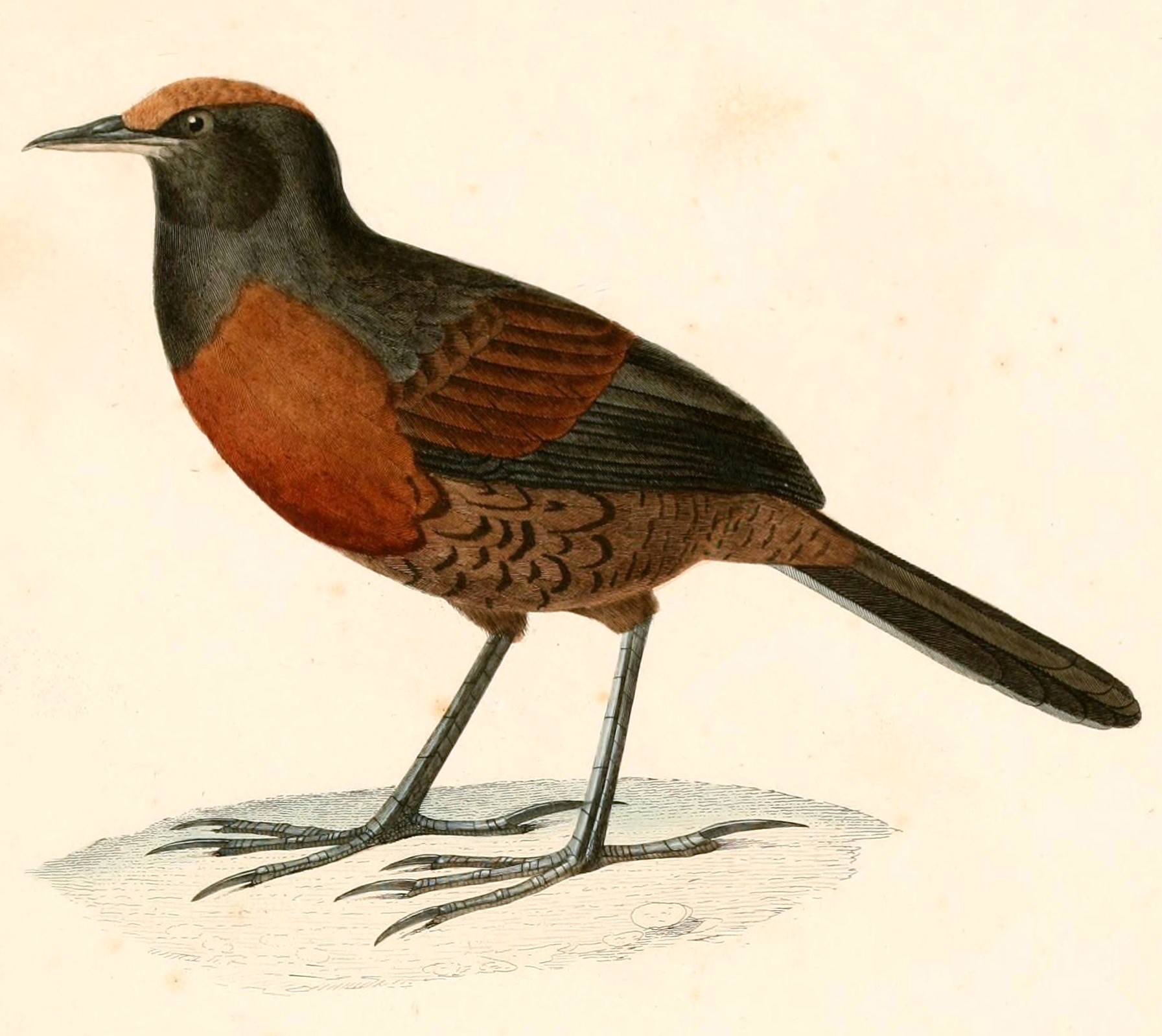
Tourco huet-huet (Pteroptochos tarnii)

## Climat
Vue l'altitude moyenne élevée de l'ensemble du territoire du parc, le climat peut y être défini comme tempéré-froid et froid dans les régions occidentales les plus élevées.

### San Martín de los Andes
San Martín de los Andes est une petite ville touristique fort accueillante, située juste à la limite orientale du parc. C'est la porte d'entrée du parc national Lanín. Elle s'étend sur la rive orientale du lac Lácar à quelque 650 mètres d'altitude.
| Mois                     | jan. | fév. | mars | avril | mai | juin | jui. | août | sep. | oct. | nov. | déc. | année |
| ------------------------ | ---- | ---- | ---- | ----- | --- | ---- | ---- | ---- | ---- | ---- | ---- | ---- | ----- |
| Température moyenne (°C) | 15,8 | 15,4 | 13,2 | 9,8   | 7,1 | 4,7  | 4,3  | 4,8  | 6,5  | 9,5  | 12,2 | 14,6 | 9,8   |
| Précipitations (mm)      | 31   | 34   | 60   | 86    | 136 | 163  | 186  | 136  | 86   | 54   | 50   | 43   | 1 065 |

### Villa Meliquina
Villa Meliquina est une localité récente datant de 1977, située au sud-est du lac Meliquina. Ce dernier ne fait partie du parc national que du côté de sa rive sud-est et constitue donc une partie de la limite orientale du parc. La localité est située à 951 mètres d'altitude, à 40 kilomètres au sud-sud-est de San Martín de los Andes et 22 kilomètres du Cerro Chapelco.
| Mois                     | jan. | fév. | mars | avril | mai | juin | jui. | août | sep. | oct. | nov. | déc. | année |
| ------------------------ | ---- | ---- | ---- | ----- | --- | ---- | ---- | ---- | ---- | ---- | ---- | ---- | ----- |
| Température moyenne (°C) | 14,4 | 14,1 | 11,9 | 8,1   | 5,5 | 3    | 2,6  | 3,2  | 4,9  | 7,8  | 10,7 | 13,2 | 8,3   |
| Précipitations (mm)      | 23   | 29   | 51   | 70    | 105 | 136  | 159  | 117  | 70   | 42   | 38   | 35   | 875   |

## Les lacs

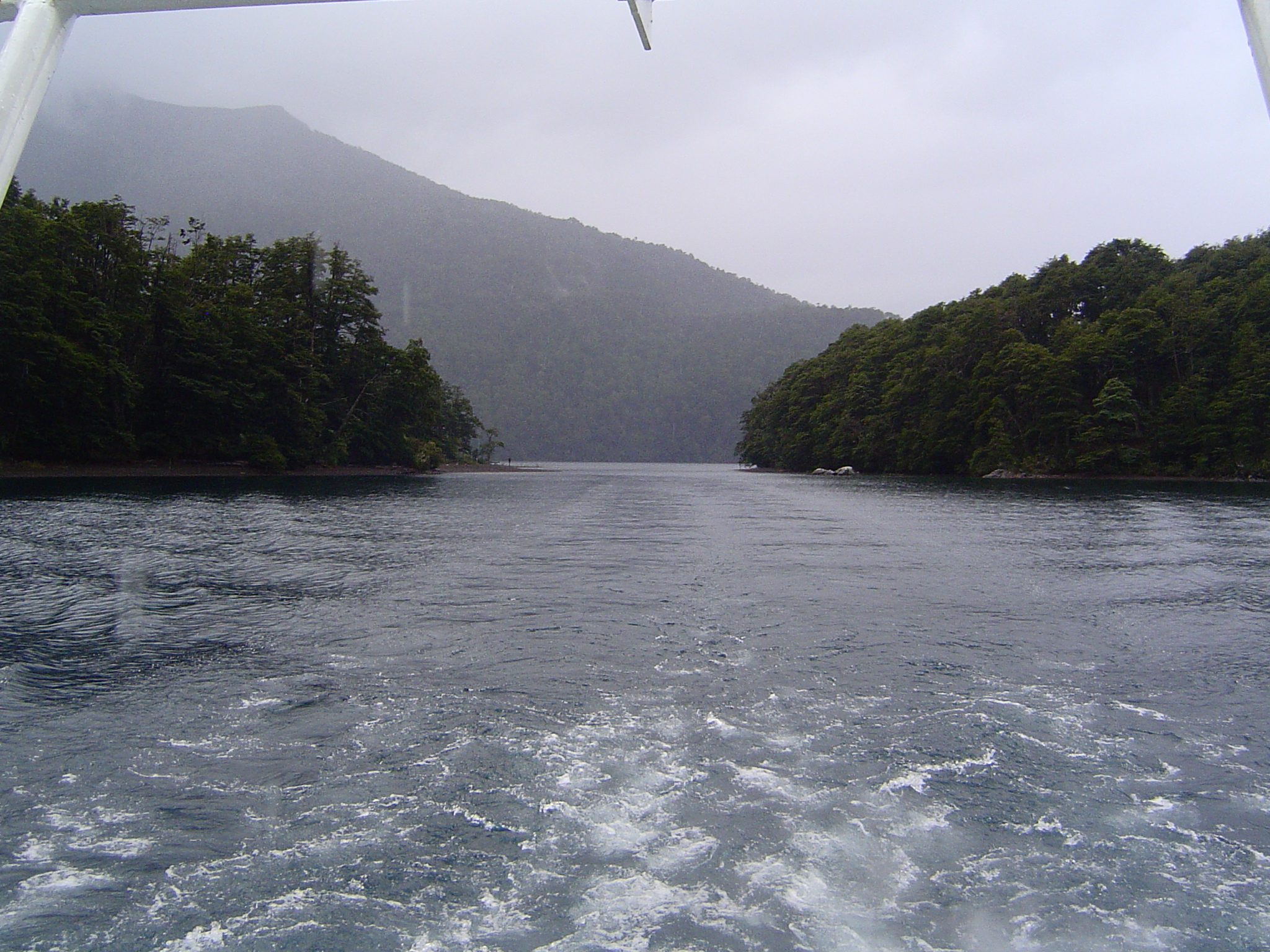
Union entre les lacs Huechulafquen et Epulafquen.

Une petite portion du territoire du parc est tributaire du bassin de l'Océan Pacifique, par l'intermédiaire du río Hua-hum.Celui-ci est l'émissaire du lac Lácar et du lac Nonthué.
Mais la plupart des lacs sont tributaires de l'Atlantique, par l'intermédiaire du río Collón Curá. Celui-ci est formé de l'union de deux puissantes rivières : le río Aluminé et le río Chimehuin. Il reçoit par après plusieurs affluents en rive droite, chacun étant l'émissaire d'une série ou parfois d'une chaîne de lacs.
Au nord, le río Aluminé est l'émissaire du lac Aluminé. Mais il draine bien d'autres lacs, notamment le lac Polcahue, le lac Pilhue, le lac Nompehuen, le lac Ñorquinco, le lac Pulmari, le lac Rucachoroi, le lac Quillén (via le río Quillén), le lac Hui Hui et le lac Tromen (via le río Malleo). Il faut noter que le lac Aluminé ne fait pas partie du parc, mais se trouve plus au nord ; la frontière nord du parc est matérialisée par le lac Ñorquinco. 
Un peu plus au sud, le lac Carilafquén, donne ses eaux au lac Epulafquen, qui est lui-même tributaire du lac Huechulafquen. Le lac  Epulafquen reçoit d'autre part les eaux de la petite chaine constituée par le lac Curruhué et la laguna Verde. Le tout déverse donc ses eaux dans le lac Huechulafquen qui reçoit en outre les eaux du lac Paimún tout proche et situé au nord-ouest. Le río Chimehuin est finalement l'émissaire de ce vaste ensemble ; le Chimehuin reçoit ensuite les eaux du lac Curruhué Chico (rive droite) et du lac Lolog (via le río Quilquihue).
Plus au sud encore, le Collón Curá reçoit les eaux du río Caleufú, lui-même formé de l'union de deux émissaires de deux séries de lacs andins :
- le río Filo Hua Hum, émissaire de la chaîne formée, d'amont en aval, par le lac Villarino, le lac Falkner (ces 2 lacs se situant hors du parc Lanín), le lac Nuevo, le lac Filo Hua Hum.
- le río Meliquina, émissaire du groupe formé par le lac de las Cármenes, le lac Hermoso et la lagune Pudú-Pudú. Il reçoit aussi les eaux du lac Machónico, du lac Pichi Machónico, du lac Meliquina

Parmi les lacs, le Huechulafquen et le Lácar sont les plus visités. Au nord, on trouve encore le lac Aluminé (déjà hors du territoire du parc national). Dans ses nombreux lacs et ses rivières abondantes, on peut pratiquer la pêche des saumons et des truites.

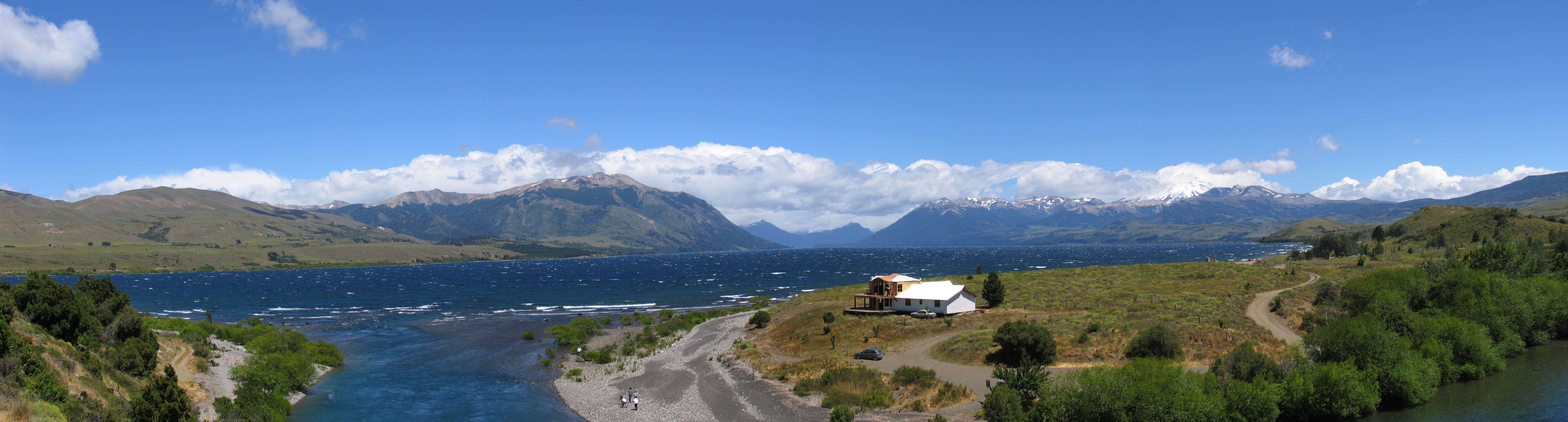
Le lac Huechulafquen au sein du parc national Lanín. À l'avant-plan : la « Boca del Chimehuin », point de départ du Río Chimehuin.

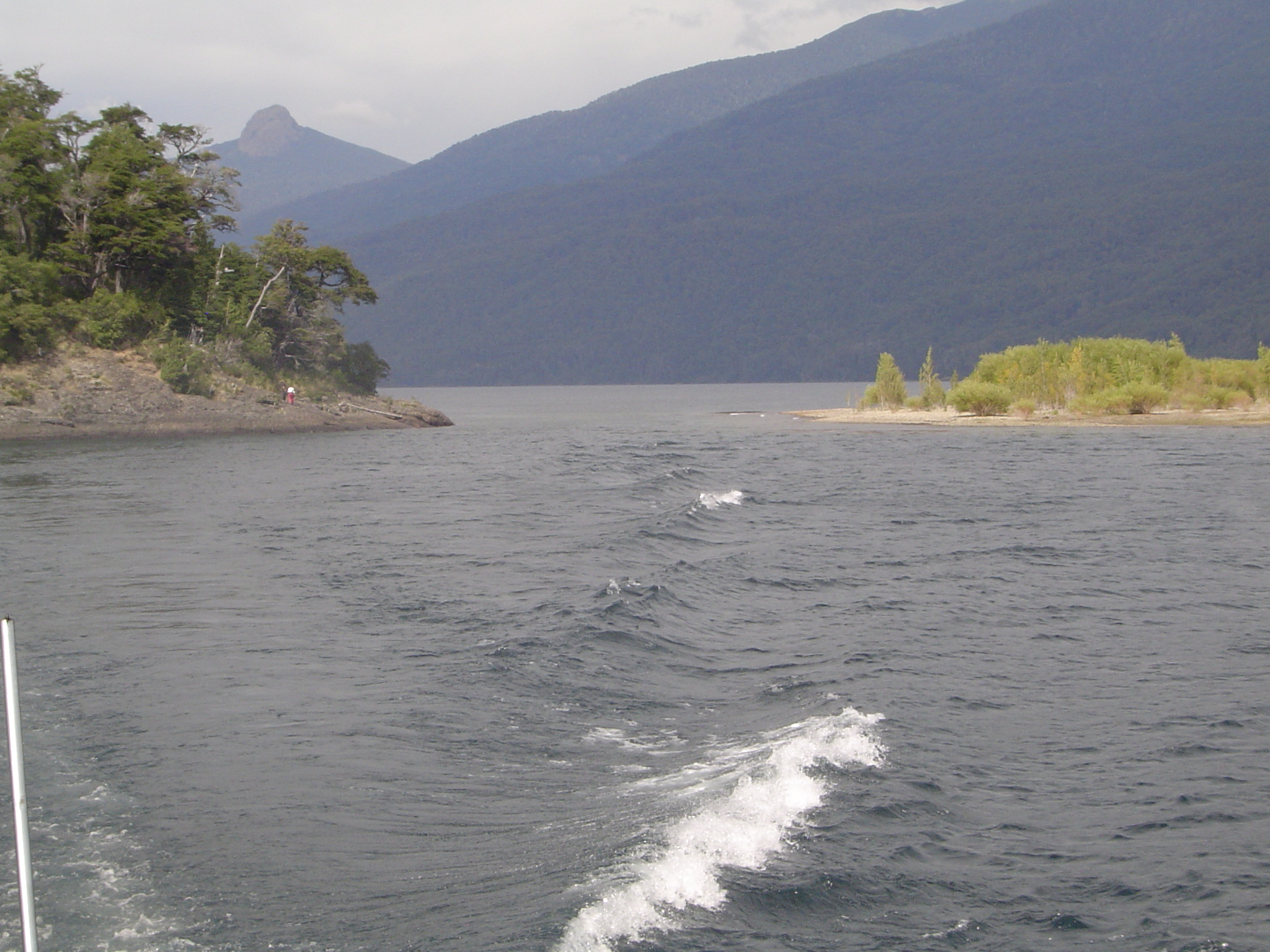
L'étroite et peu profonde liaison entre les lacs Lácar et Nonthué.
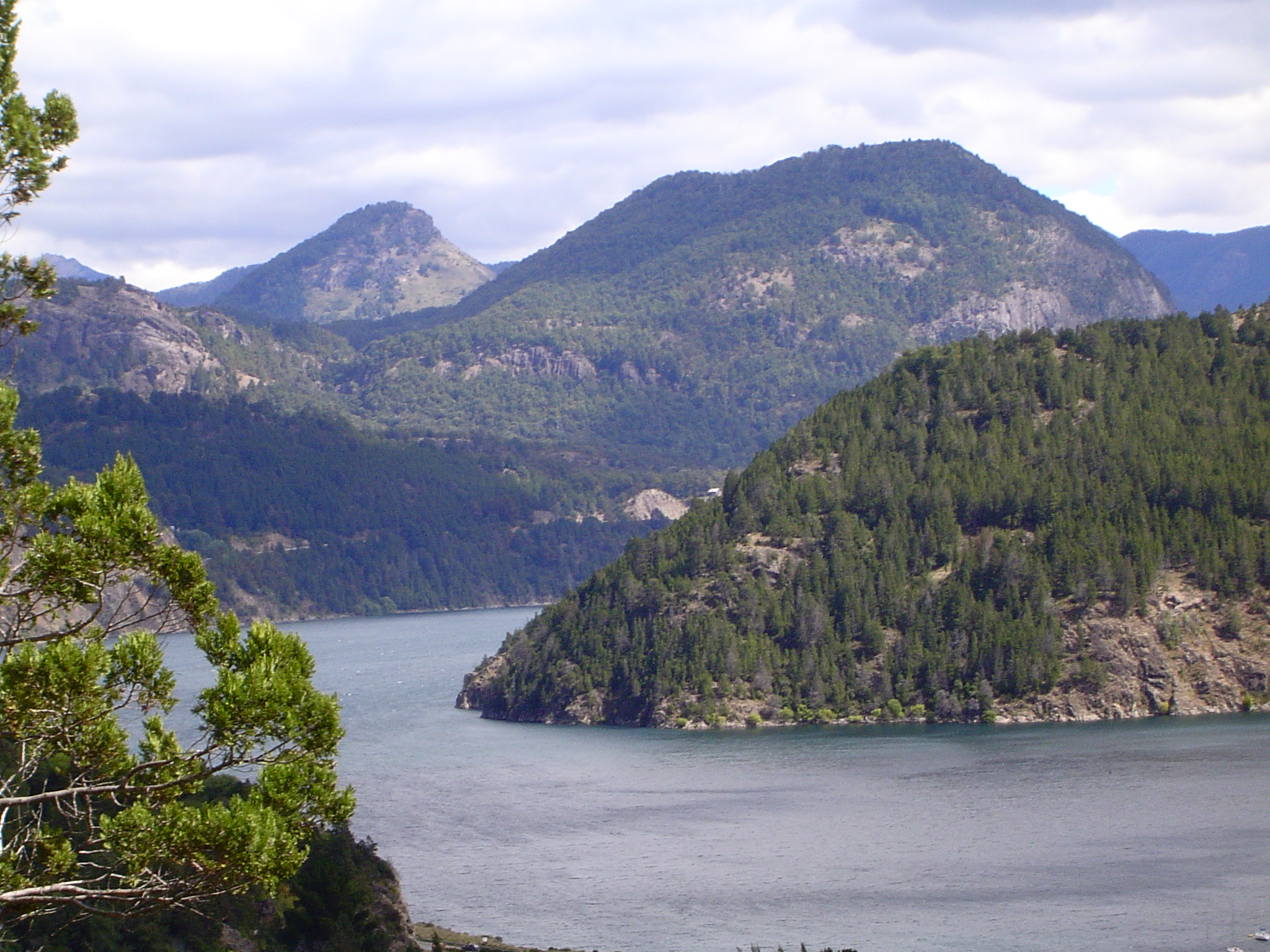
Vue du lac Lácar depuis les hauteurs entourant San Martín de los Andes
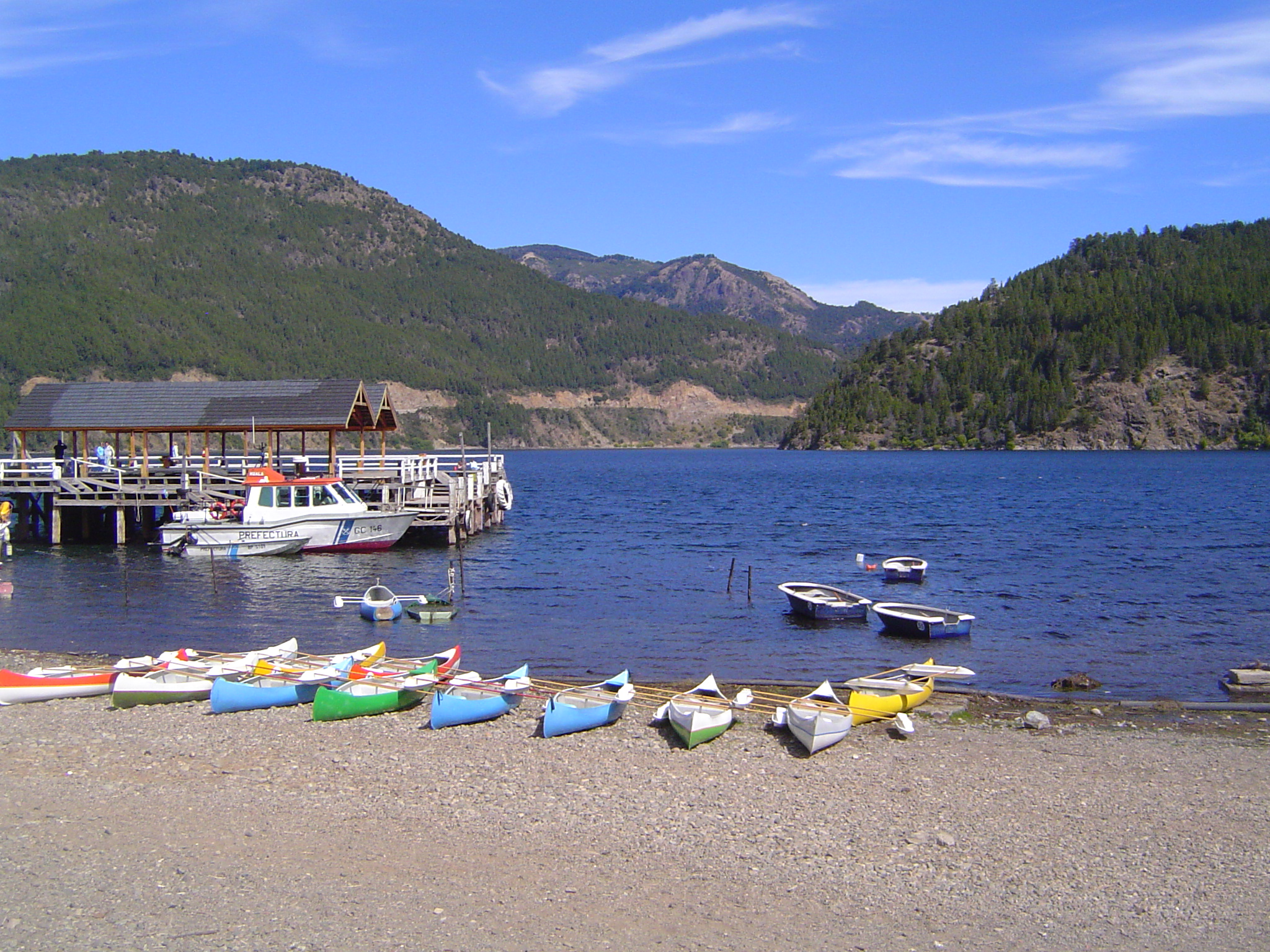
Rive du lac Lácar.

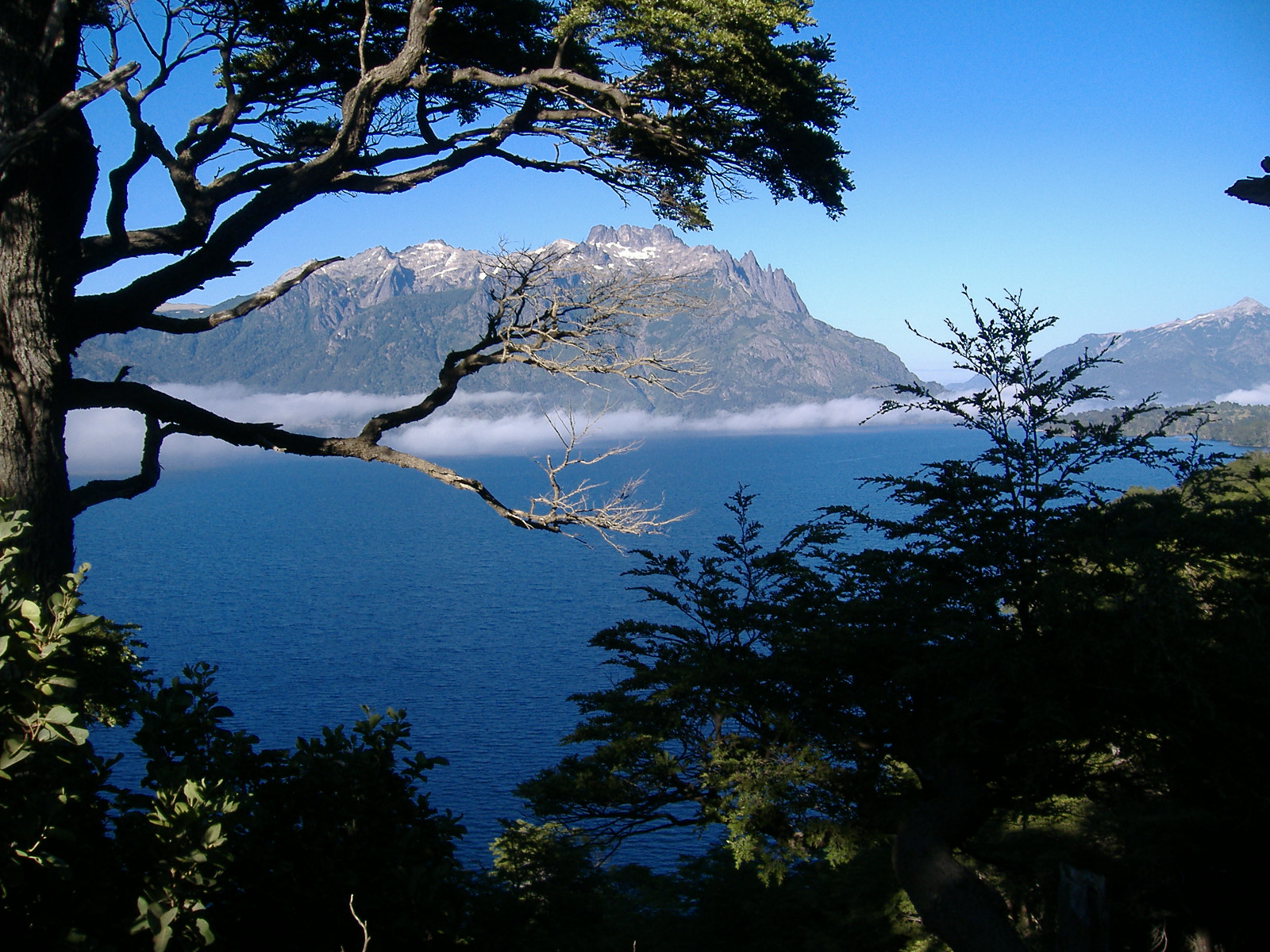
Vue du lac Huechulafquen.
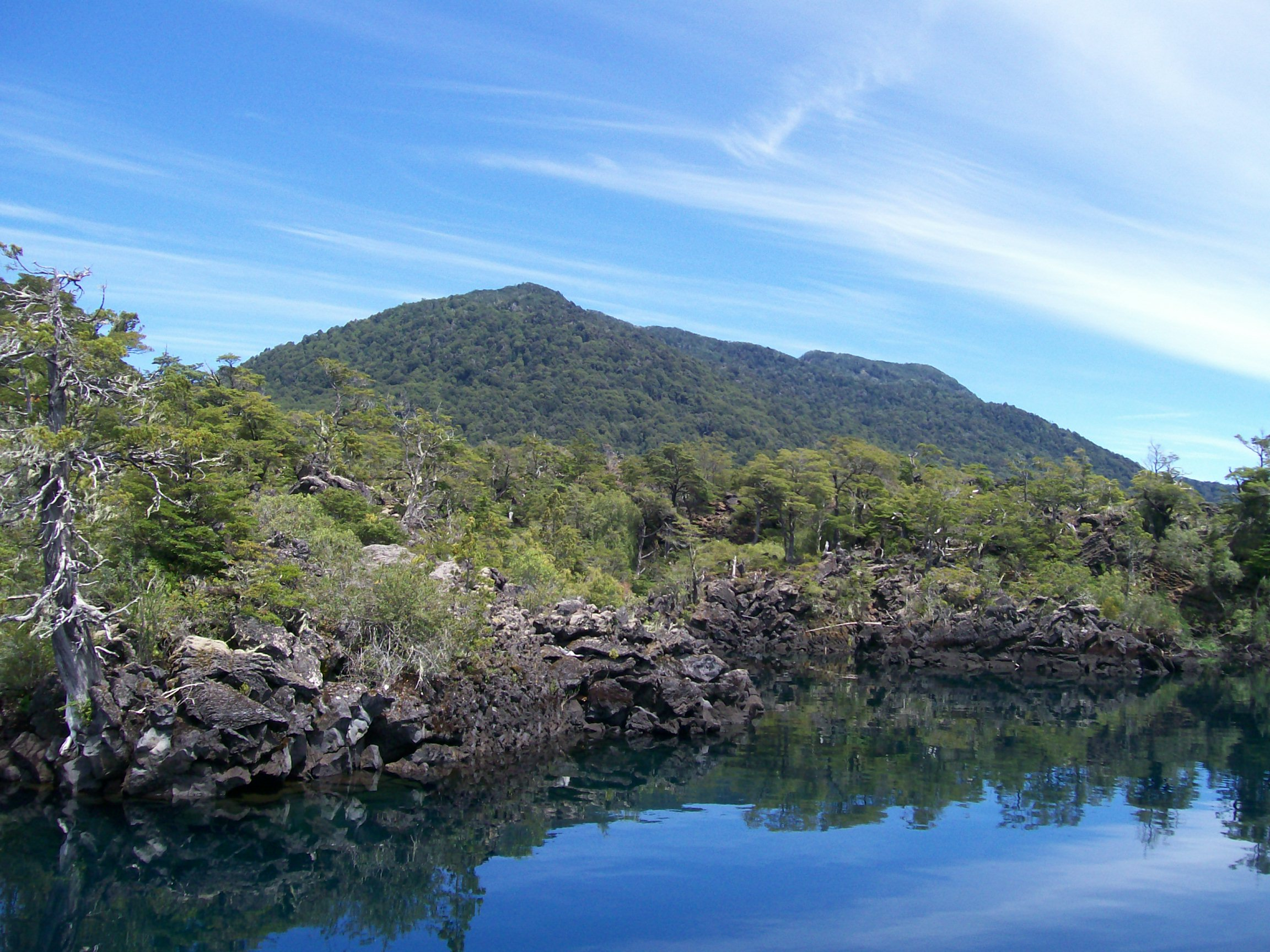
Ancienne coulée volcanique sur la rive nord du lac Huechulafquen, provoquée par une ancienne éruption du volcan Lanín tout proche.
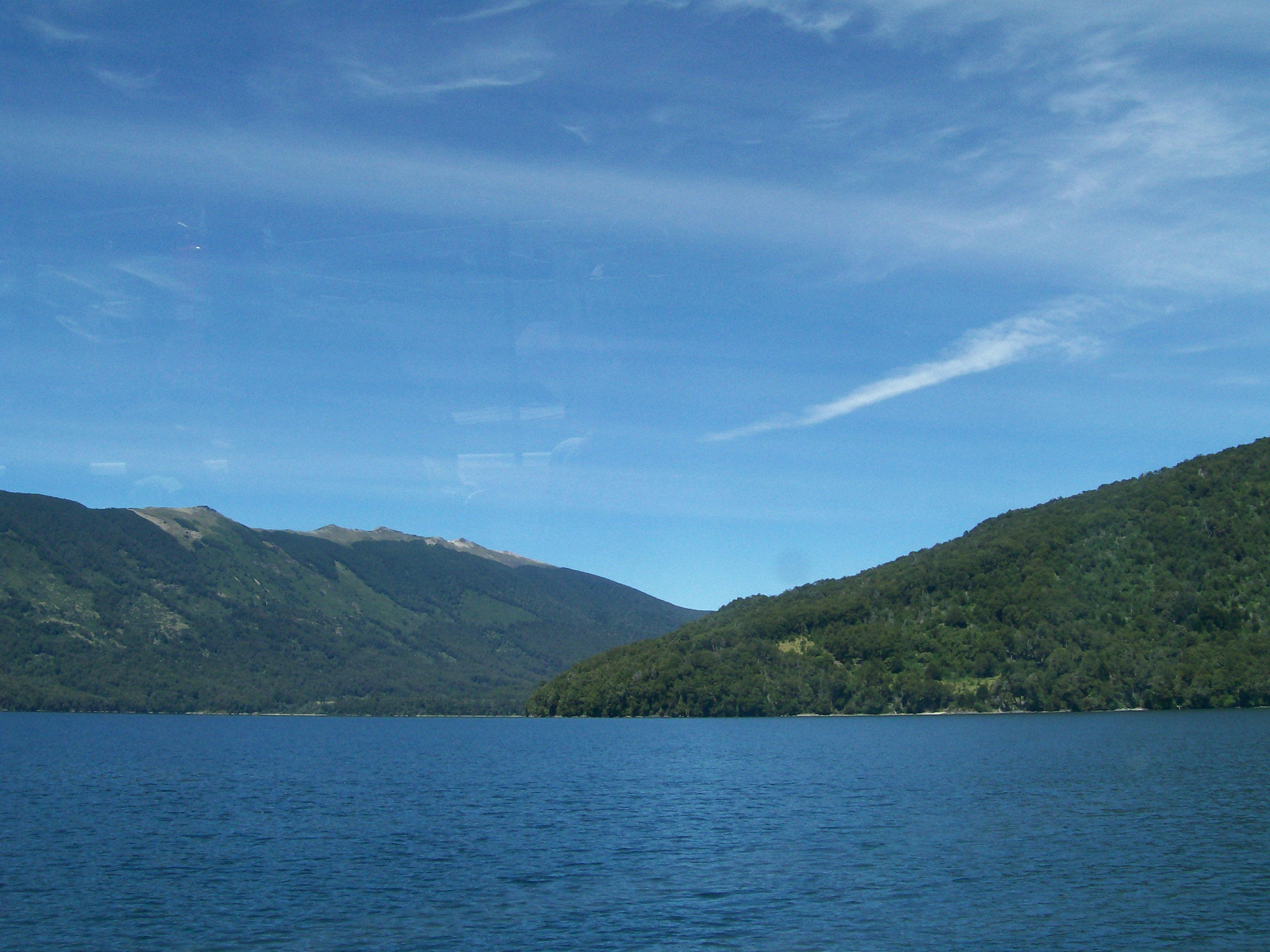
Autre vue du lac Huechulafquen.

## Voies d'accès routières
La route nationale 40 qui, en Argentine, suit un trajet nord-sud, au pied des Andes, traverse le parc depuis l'année 2012. Depuis Zapala en province de Neuquén, en direction du sud, la route atteint la ville de Junín de los Andes, ancien point de départ de la RN 234, devenue depuis fin 2012 une section de la RN 40. Celle-ci traverse le parc entre San Martín de los Andes et la limite avec le parc national Nahuel Huapi (section connue sous le nom de Route des Sept Lacs).
D'est en ouest la route nationale 22 va de Bahia Blanca sur l'Atlantique à Zapala au niveau de la RN 40 précitée, en passant par la ville de Neuquén après avoir longé le fleuve río Negro tout au long de son cours moyen.

Portion de la RN 40 entre Junín de los Andes et Villa La Angostura en province de Neuquén y compris la Route des Sept Lacs.
La route nationale 40 dans les provinces de Río Negro et Neuquén. En rouge, le tracé 2003-2012.
La route nationale 22.

### San Martín de los Andes
San Martín de los Andes, sur la rive du lac Lácar, est de fait la ville capitale du parc. Elle a une grande infrastructure touristique incluant des pistes de ski.
À noter qu'au bord nord du parc, il y a plusieurs campings.

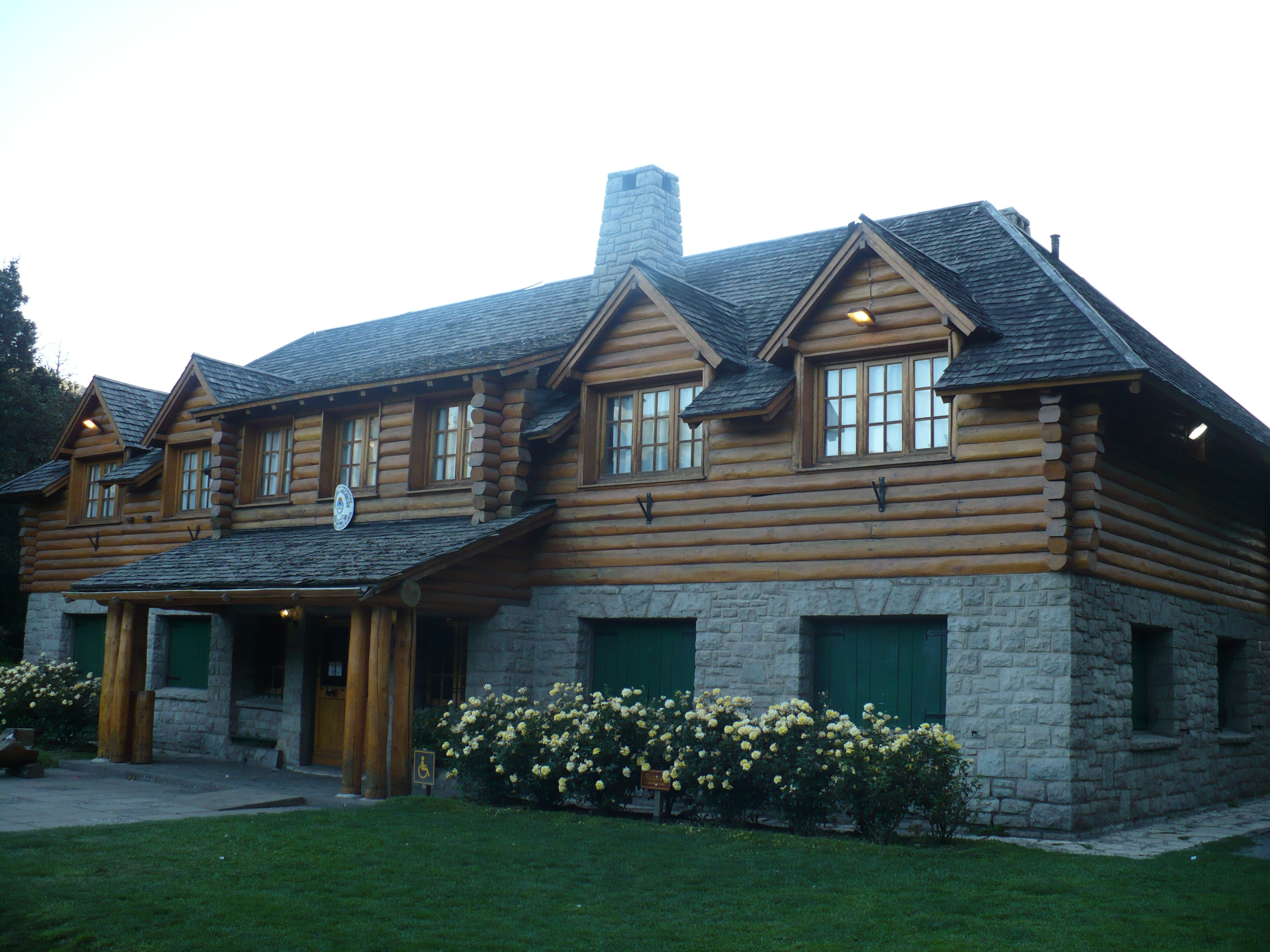
Immeuble de l'administration du parc national Lanín.
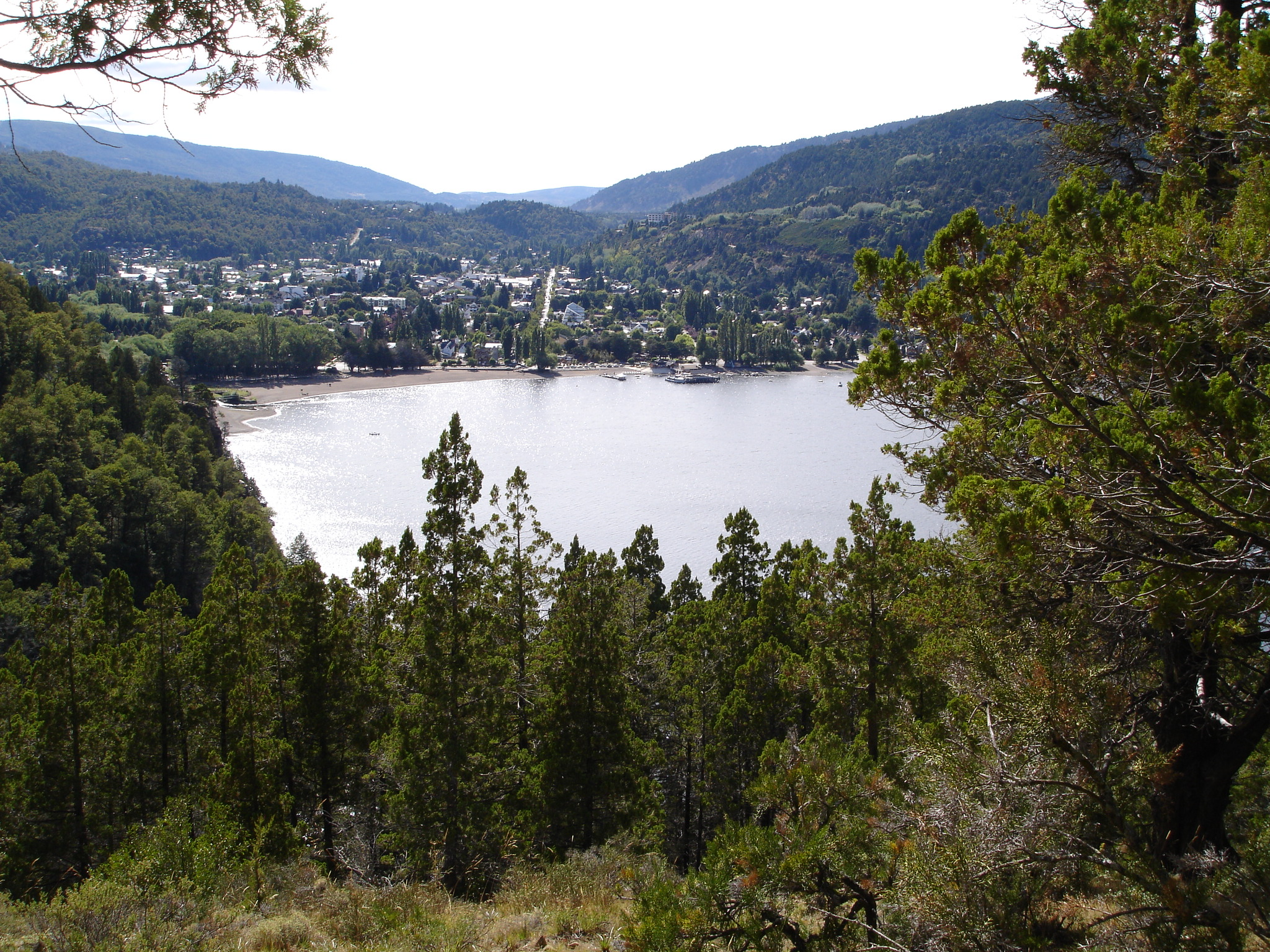
Vue générale de la ville de San Martín de los Andes depuis le mirador Bandurrias.
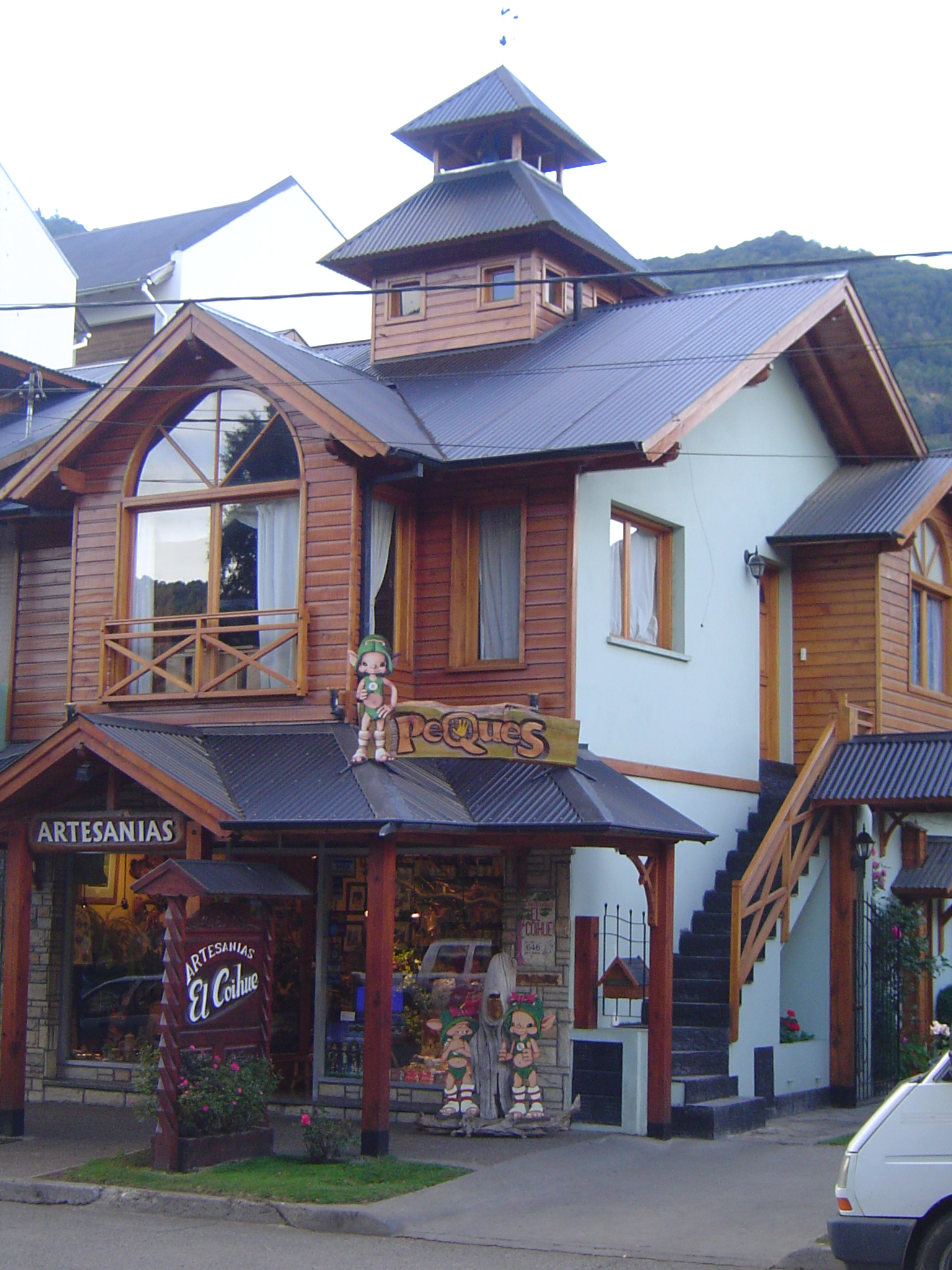
Architecture récente typique de la ville de San Martín de los Andes : toit à double pente (neige parfois abondante) et façade en bois.

## Galerie

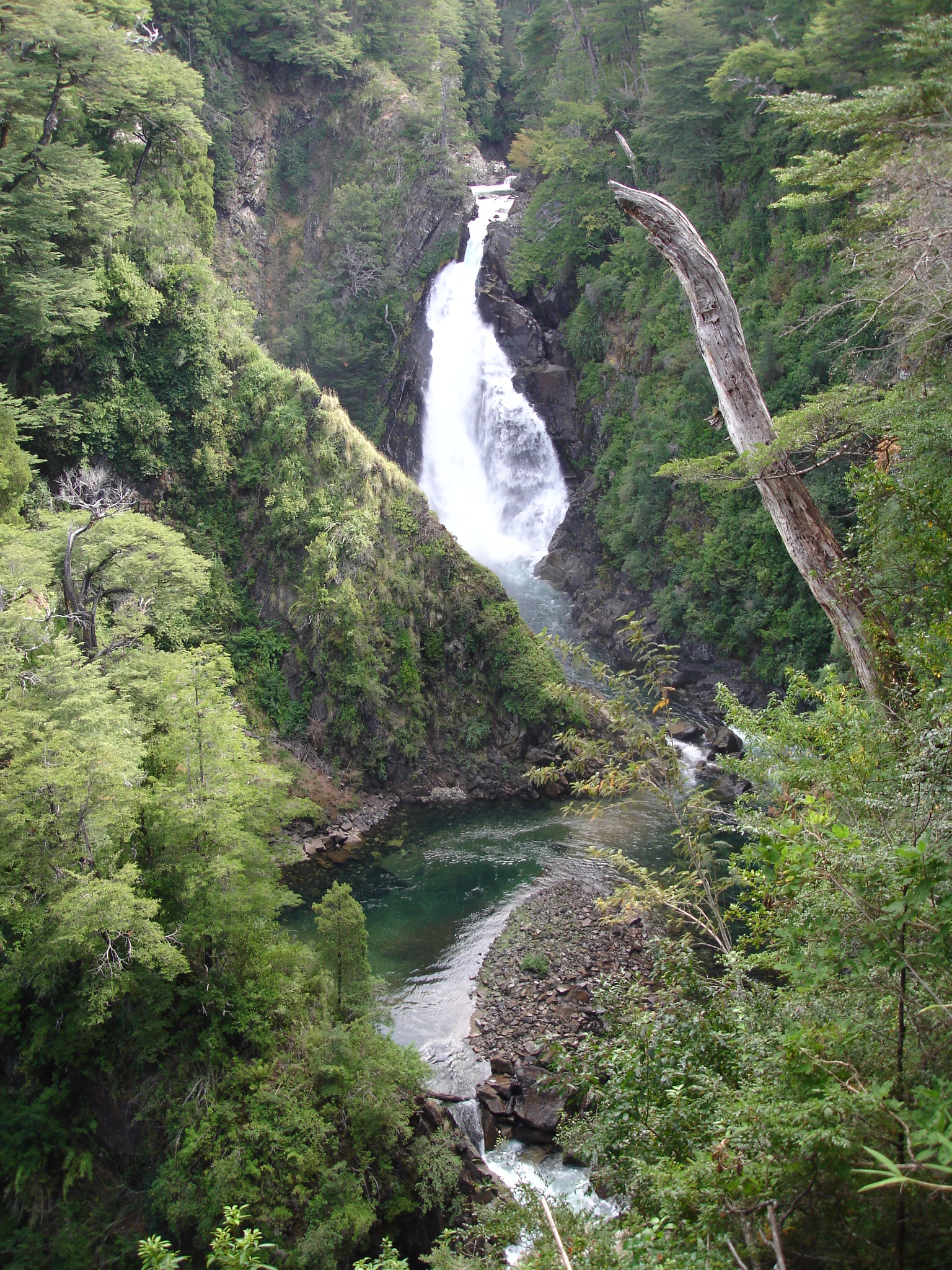
Vue de la cascade Chachín, située 60 km à l'ouest de San Martín de los Andes, dans la zone du lac Nonthué. Sa hauteur est de 30 mètres.
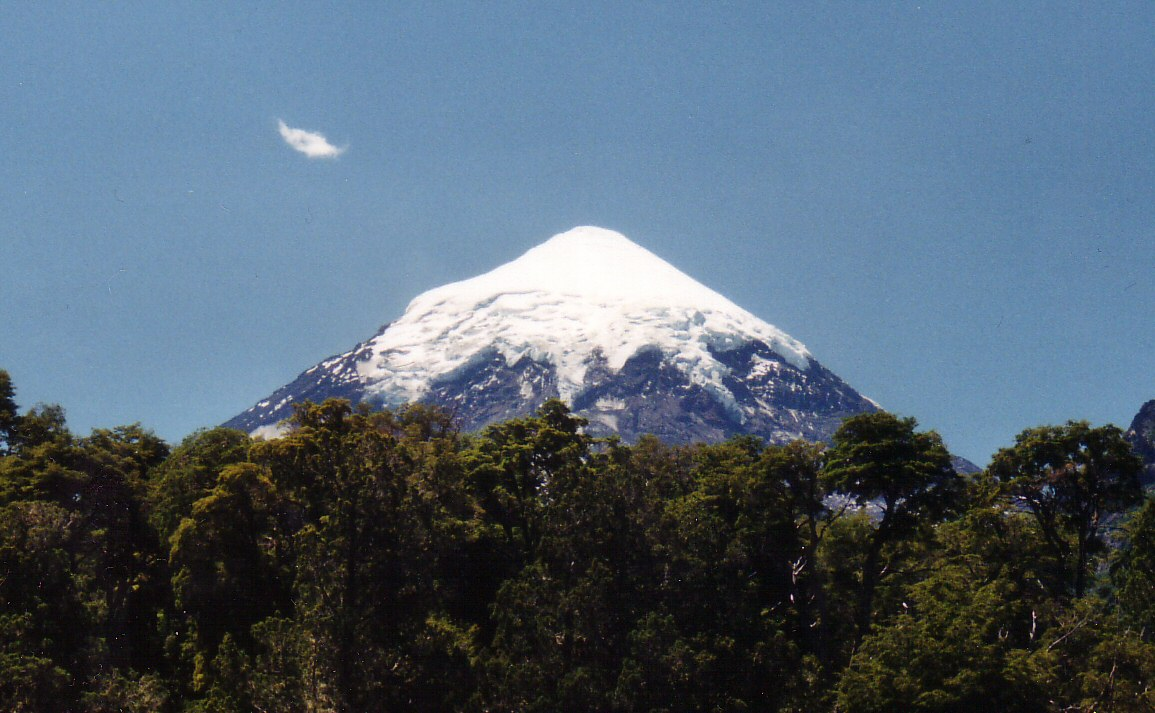
Volcan Lanín en Argentine
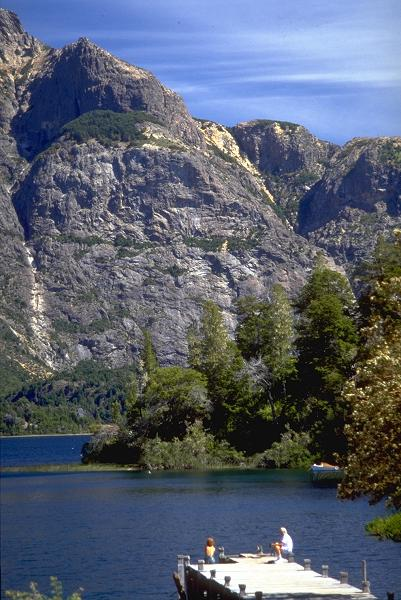
Autre vue prise dans le parc national Lanín

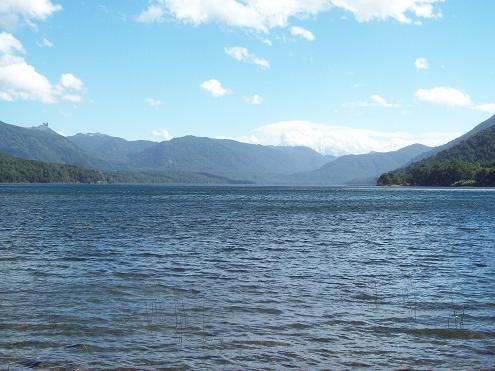
Une vue du lac Quillén
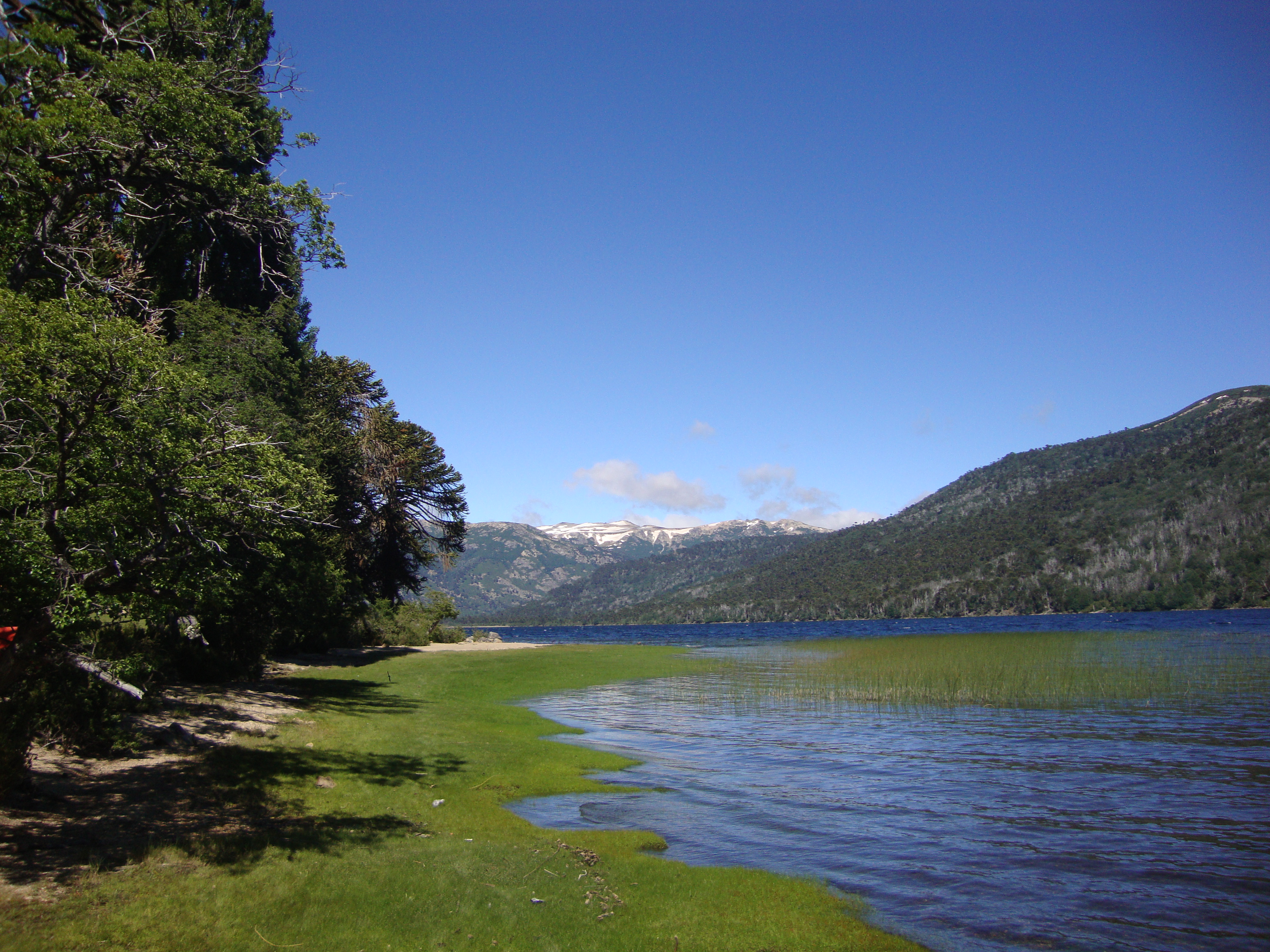
Vue du lac Rucachoroi. Entouré de bois d'araucarias et de lengas, et assez éloigné des circuits touristiques, il est un des plus beaux lacs du parc.
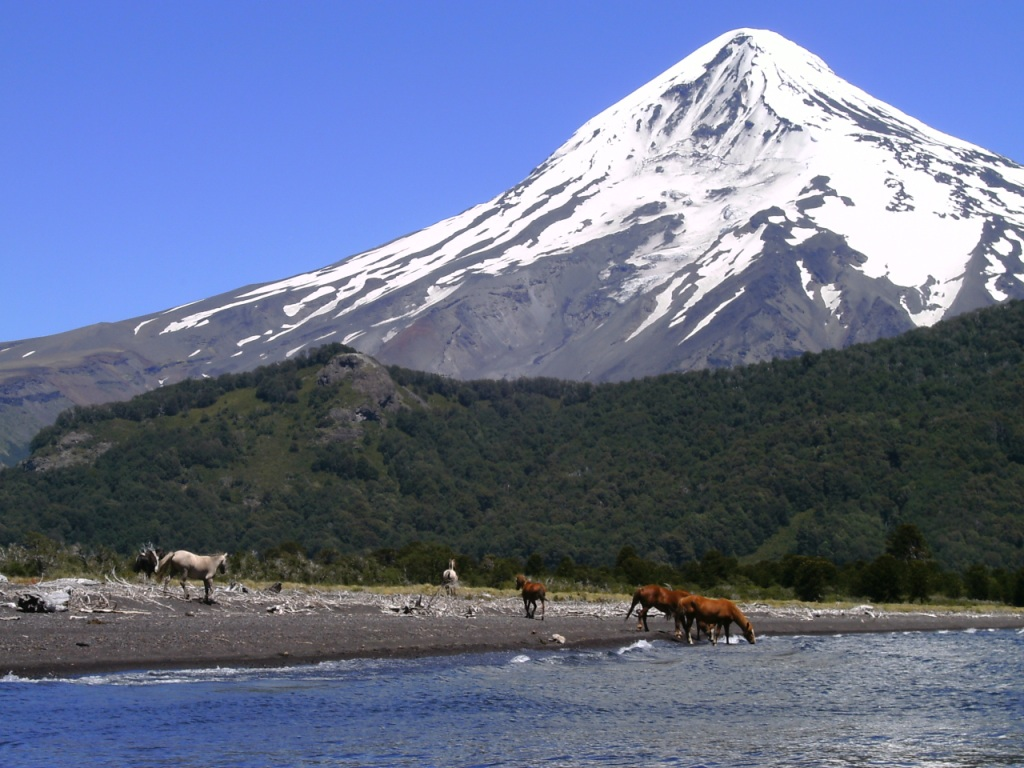
Le lac Tromen au pied du volcan Lanín

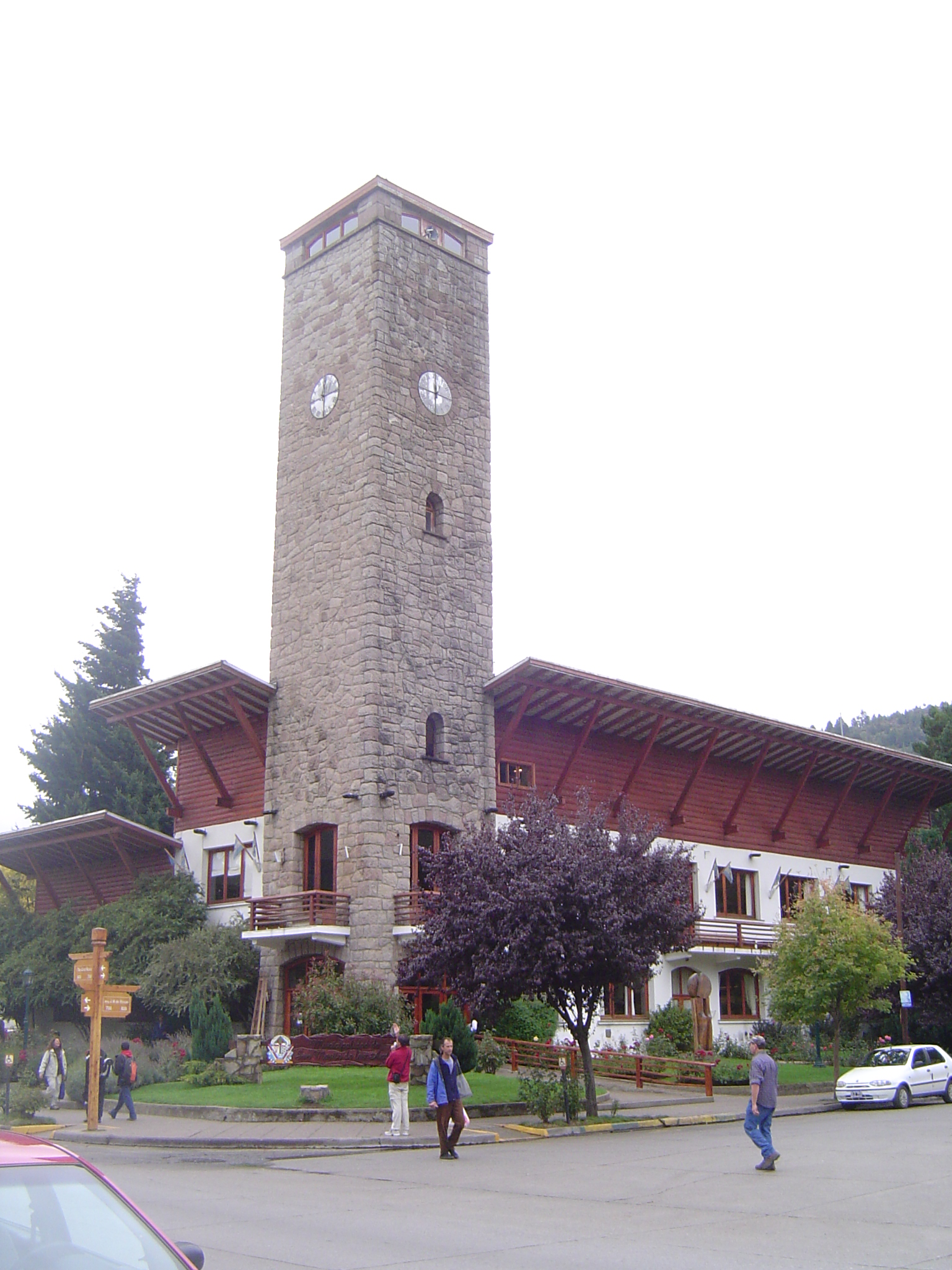
Municipalité de San Martín de los Andes.